# Älvdalska
Älvdalska eller älvdalsmål (övdalsk, övkallmą̊l, dalska) är en nordisk språklig varietet som talas av cirka 3000 talare i Älvdalens socken i norra Dalarna i Sverige.
Älvdalskan är nära besläktad med närliggande ovansiljanmål såsom våmhusmål och orsamål, som tillsammans förgrenade sig från fornnordiskan tidigast på 800-talet och senast 1300-talet. Älvdalskan utmärker sig genom en rad arkaismer och novationer. Bland annat har älvdalskan bevarat ett äldre kasussystem, fornnordiskans stavelsekvantitetssystem med korta, långa och överlånga stavelser. Den har också bevarat ljud som [w] och [ð], och har även som ensam nordisk varietet bevarat fornnordiskans nasala vokaler. Älvdalskan har också genomgått stora ljudförändringar och förändringar i satsläran. Bland förändringarna har bland annat äldre långa vokaler diftongerats, och de primära nordiska diftongerna har monoftongerats eller utvecklats till andra diftonger.
Älvdalskan och de övriga ovansiljanmålen är inte ömsesidigt begripliga med svenska, norska eller danska, men är i stort sett förståeliga sinsemellan. Traditionellt sett har ovansiljanbor använt sitt modersmål inom Ovansiljan, medan man har gått över till svenska vid besök i till exempel Rättvik eller Malung utanför Ovansiljan. Talare av älvdalska och övriga ovansiljanmål är således tvåspråkiga och kodväxlar mellan ”dalska” och svenska.
Under 1900-talet har älvdalskan genomgått en utjämning i riksspråklig riktning, och för varje generation närmar den sig standardsvenskan mer och mer, vilket har lett till ett mer rikssvensktnära uttal, en förenkling av morfologin (bland annat färre kasus), med mera. Flera forskare skiljer därför mellan klassisk älvdalska, traditionell älvdalska och modern älvdalska.
Älvdalska har ingen status som minoritetsspråk i Sverige enligt språklagen (2009:600). Hösten 2015 lämnade tio lingvister in en ansökan till SIL International om att ge älvdalskan en ISO 639-3-kod på Ethnologue. En kritisk kommentar till denna ansökan lämnades in av Institutet för språk och folkminnen, den myndighet i Sverige som bland annat handhar frågor om dialekter, men 27 maj 2016 beviljades ansökan (efter överklagande).

## Utbredning och varieteter

### Antal talare

Byar i Älvdalen och andel älvdalskspråkiga i procent år 2008.

Vid Oðer råðstemną um övdalskų (Andra konferensen om älvdalska) 2008 presenterade Gösta Larsson, tillsammans med Bengt och Ulla Welin, en uppskattning av antalet talare av älvdalska baserat på frågeformulär insamlade av olika ”byombud” runtom i Älvdalens socken. Dessa visade att cirka 1700 boende i socknen kunde tala älvdalska, vilket är cirka 34 procent av befolkningen. Därtill uppskattar de att cirka 1300 i socknen kan förstå, men inte tala älvdalska. 2000 i socknen kan varken förstå eller tala älvdalska. De uppskattar även antalet talare av älvdalska utanför socknen till cirka 700. De räknar därför med att cirka 2500 personer år 2008 talade älvdalska. I åldrarna över 50 år var andelen älvdalsktalande 60 procent, i åldrarna mellan 15 och 50 var antalet 20 procent. Hos barn och ungdomar under 15 kunde bara 5 procent tala älvdalska, vilket motsvarar 45 personer.
Samma undersökning visar även att antalet älvdalsktalande generellt är högst i de perifera byarna, och lägst i kyrkbyn. I kyrkbyn talade endast 14 procent älvdalska, vilket motsvarar 186 personer, jämfört med mer perifera byar som Brunnsberg eller Åsen, med 64 procent (eller 145 personer) respektive 57 procent (eller 182 personer) älvdalsktalande.
Tidigare undersökningar av antalet älvdalsktalande gjordes av bland andra Helgander år 1991 som visade totalt 1652 talare, varav 179 under 20 år. Denna undersökning inkluderade dock inte lika många byar som i Larsson och Welins uppskattning, och kompletterades år 2004 av Gunnar Nyström med ytterligare 668 talare i de byar som Helgander inte undersökte. Totalt minskade antalet älvdalsktalande med 37 procent i byarna Helgander undersökte mellan 1991 och 2008, från 1652 till 1034 talare. Mellan Nyströms kompletterande undersökning 2004 och Larsson och Welins 2008 minskade antalet i alla byar med undantag av två, Östermyckeläng och Mjågen, där antalet ökade från 85 till 147 respektive 10 till 13. I övriga byar minskade antalet med totalt 14 procent, från 573 till 495 talare. Den mest drastiska minskningen har skett hos unga talare, där Helgander år 1991 noterar 179 talare under 20 år, jämfört med 45 talare under 15 år 2008, vilket är en minskning på 75 procent.

### Variation
Även inom det älvdalska språkområdet förekommer viss språklig variation och älvdalskan talas på olika sätt i olika byar. Skillnaderna är särskilt tydliga i uttalet, men det finns även viss grammatisk variation och viss lexikal variation, det vill säga dialektala ord. Lars Levander delar in älvdalskan i tolv ”typbymål”: Blyberg, Brunnsberg, Evertsberg (med Dysberg), Garberg, Gåsvarv (med Mjågen), Loka, Karlsarvet (med Månsta), Klitten, Näset (med Rot, Holen, Kittan, Liden), Väsa, Västermyckeläng (med Kåtilla) och Åsen. Han nämner dock att överensstämmelsen inom grupperingarna inte är fullständiga, och att ett ”vant öra med lätthet [kan] urskilja, om en person är t.ex. från Evetsbärg eller Dysbärg”.
Där svenskan i många fall har å eller a framför ng-ljud i ord som lång, trång, blank har älvdalskan au, a eller o. Av dessa vokaler är au det äldre uttalet och förekommer i de västra byarna, jämte Finnmarken, i Åsen och hos äldre i de södra byarna. Uttalet med a är något yngre och uppkom som en förenkling av au-diftongen och förekommer i de centrala östra byarna (inklusive Klitten). På 1920-talet noterade Levander inget uttal med a, men det fanns bevisligen redan då, och Adolf Noreen noterar 1882 ett a-uttal hos en talare från Rot född 1861. Brunnsberg har som ensam by ett o-uttal: longg, trongg, blonk.
Hos de nasala vokalerna har det skett vissa vokalsammanfall. Nästan alla bymål skiljer mellan de onasalerade vokalerna o och å som i roð ’röd’ och råð ’råd’, men de nasala motsvarigheterna sammanfaller alltid. Resultatet är dock olikt i olika byar. I de västra byarna samt Finnmarken och Åsen är resultatet ą̊ som i ną̊t ’natt’ och gą̊s ’gås’. Byarna på östsidan Dalälven, förutom Åsen, har i stället ǫ: nǫt och gǫs. I de sydligaste byarna som Blyberg och Garberg saknas ibland nasaliteten helt och vokalen är då ett onasalerat o.
På samma sätt finns inget bymål som skiljer mellan de nasala motsvarigheterna till vokalerna e och ä. I de allra flesta bymålen har resultatet blivit ett nasalerat ę som i męla ’mäta’ och nęta ’nöta’, men i Finnmarken och i byarna på västsidan om älven (förutom Väsa) är uttalet i stället ą̈: mą̈la och ną̈ta.
En diftong med mycket varierande uttal är den som med Råðdjärums ortografi skrivs uo, som också ingår i triftongen iuo. I byarna på östsidan om älven är dess första element en u-haltig vokal och västsidan en mera o-haltig vokal. Diftongens andra element är mera obetonad och förekommer i många varianter. På många östliga mål skrivs diftongen ofta uä eller ue, medan diftongen i flera västliga mål snarare liknar oå eller ou.
I vissa byar ersätts ljudet [ð] ibland med /r/, såsom i den bestämda artikeln i neutrum -eð, vilket gör att till exempel auseð ’huset’ i stället heter auser. Denna process började redan på 1600-talet.
Som nämns ovan är mindre än hälften av Älvdalens sockens befolkning älvdalsktalande, och andelen talare blir mindre för varje generation. Älvdalskan har dessutom påverkats starkt av svenskan under de senaste generationerna, och alla älvdalsktalande talar svenska. Detta resulterar i en mer splittrad variation, i vilken skillnaderna mellan generationerna, och ibland mellan individer, har blivit större än skillnaderna mellan de traditionella bymålen.

## Status

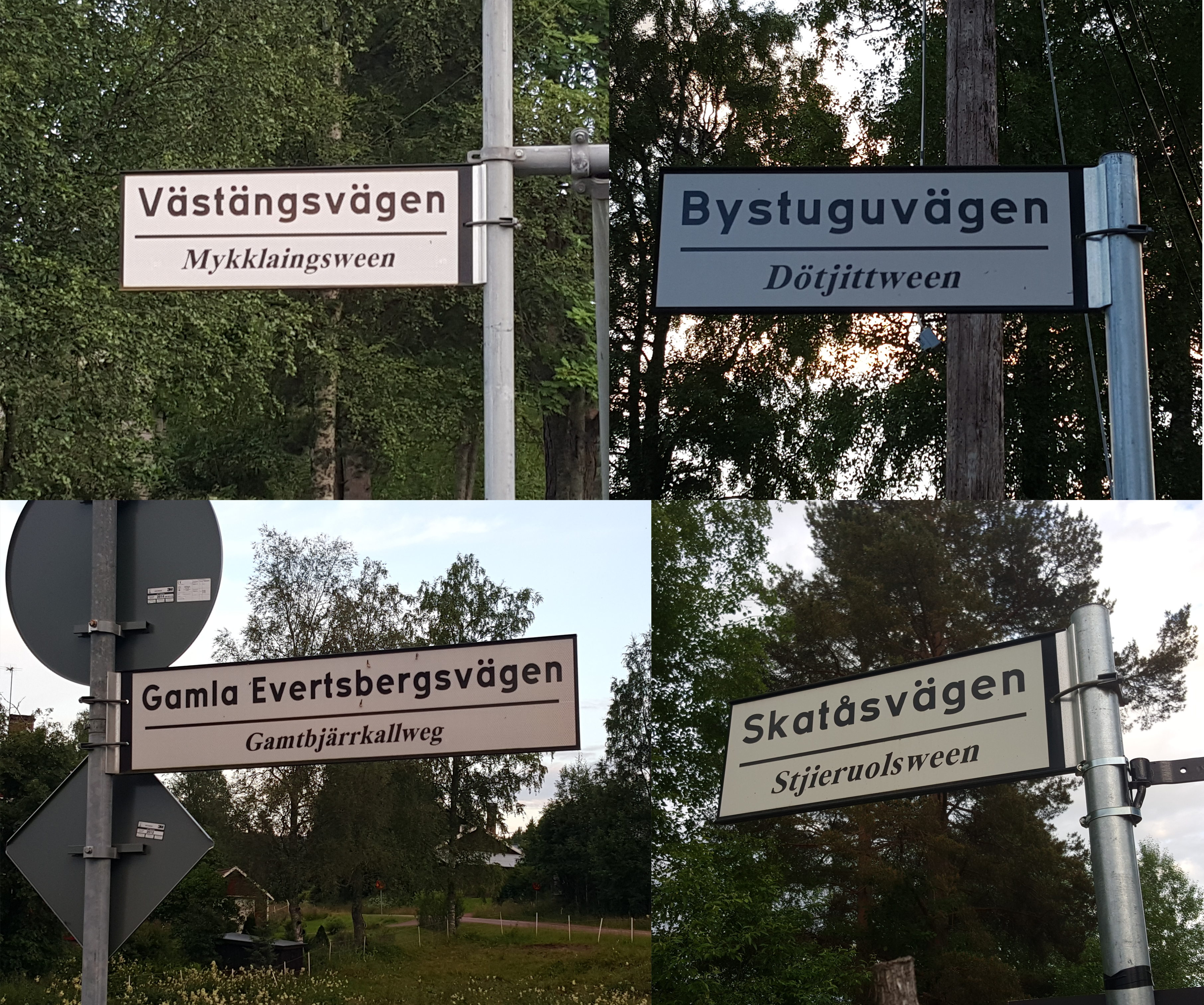
Tvåspråkiga vägskyltar i Älvdalen.

Älvdalska har ingen status som minoritetsspråk i Sverige enligt Språklagen (2009:600). Europarådets expertkommitté som kontrollerar hur den europeiska minoritetsspråksstadgan efterlevs har fem gånger uppmanat Sveriges regering att ompröva älvdalskans ställning. Sedan 2006 har ett antal motioner lämnats in till riksdagen om att ge minoritetsspråksstatus till älvdalskan, men det har till dags dato (januari 2021) inte givits någon ytterligare status i Sverige.
I december 2020 uppmanade Europarådets expertkommitté svenska myndigheter att ta in älvdalskan i Europarådets minoritetspråkskonvention. Detta efter att Europarådets expertråd undersökt frågan och fastslagit att älvdalskan uppfyller Europarådets kriterier. Expertkommittén uppmanar således svenska myndigheter att inbegripa älvdalskan sin nästa rapport till Europarådet.
I en artikel i Språktidningen 2008 diskuterade Östen Dahl älvdalskans status som dialekt gentemot språk. Han jämför bland annat älvdalskans ordförråd med svenskans, norskans och danskan och konstaterar att älvdalskans skiljer sig mer från svenskans än danskans och norskans. Han skriver också att älvdalskans grammatik och fonologi har ”en rad fenomen som saknas i både svenska och norska, som dativkasus, böjning av verb efter person och numerus, nasalvokaler och så vidare.” Å andra sidan skriver Dahl att många sockenmål i Sverige skiljer sig avsevärt från svenskan - även närliggande sockenmål såsom våmhusmål, moramål och orsamål. Det produceras också skriven text på älvdalska, till exempel en översättning av Antoine de Saint-Exupérys Lille prinsen. Garbacz tar även upp att älvdalingarna är mycket medvetna om sitt mål och att den normala kommunikationsstrategin i Älvdalen är kodväxling mellan älvdalska och svenska.
Hösten 2015 lämnade tio lingvister in en ansökan (Övdalian, ansökan 2015-046) till SIL International om att ge älvdalskan en ISO 639-3-kod på Ethnologue, bland annat på grunderna av att älvdalskan ”systematiskt skiljer sig från de andra nordiska språken (och dialekterna) på alla språkliga nivåer: fonetiskt, fonologiskt, morfologiskt, syntaktiskt och till ordförrådet”. De skriver vidare att dalmålen är kända för sin unika ställning bland svenska dialekter, och att älvdalskan är oförståelig för talare av svenska, norska och danska, och att till och med andra talare av dalmål har stora problem när de försöker kommunicera med talare av älvdalska på sina respektive mål på grund av dessa systematiska skillnader.
Ett antal kommentarer till denna ansökan lämnades in, bland annat en kritisk kommentar av Institutet för språk och folkminnen, den myndighet i Sverige som bland annat handhar frågor om dialekter, som menade att många andra svenska dialekter också i hög grad skiljer sig från standardsvenska, och om älvdalskan hade talats i Norge, hade den betraktats som en norsk dialekt, och inte som ett särskilt språk. De menade att vissa lingvister som specialiserat sig på älvdalska har ett snävt perspektiv, och tar inte hänsyn till att många av älvdalskans grammatiska drag kan återfinnas såväl i närliggande mål som i mera avlägsna mål, t.ex. i Finland. De menade också att den älvdalska som ofta framhävs är en ålderdomlig form av älvdalska, och att många av älvdalskans karakteristiska drag är på tillbakagång, eller i dag har försvunnit hos yngre talare och talare i medelåldern. De kommenterar att lingvisterna som lämnat in ansökan väljer att ignorera det faktum att många talare av traditionella mål upplever sina mål som skilda språk från svenskan, och att idén att älvdalskan skulle vara viktigare än andra mål är djupt problematisk.
Henrik Rosenkvist, en av lingvisterna som stod bakom ansökan, lämnade in ett svar på Institutet för språk och folkminnens kommentar där han skrev att det faktum att älvdalskan och andra traditionella svenska mål håller på att förlora många av sina karakteristiska drag är ett argument för beskydd och erkännande av dessa mål, och att ingen har påstått att älvdalskan skulle vara viktigare än andra svenska mål. Han efterfrågade i stället en oberoende undersökning baserad på lingvistiska kriterier snarare än traditionella dialektuppdelningar av vilka dialekter som skulle kunna tänkas få språkstatus.
John Helgander, som inte fanns bland de tio lingvister som lämnade in ansökan, kom även med en kommentar där han menade att det finns goda språkvetenskapliga grunder för att erkänna älvdalskan som ett särskilt språk, men att detta synsätt är alltför förenklat. Han menar att man i stället måste inkludera både de andra dalmålen och övriga nordiska varieteter i Sverige, där flera mål skiljer sig så pass mycket från standardspråket att många talare av sådana varieteter anser att även deras mål bör betraktas som egna språk på samma grunder, om denna status tilldelas älvdalskan. Han framhäver även att de stora förenklingar och utjämningar som älvdalskan genomgått har gjort att den i dag inte är lika oförståelig för utomstående som den var förr, och att dessa utjämningar är snarlika dem som även andra dalmål och svenska dialekter har genomgått. Han menar att älvdalskan i dag befinner sig på ett liknande språkligt stadium som många av dessa varieteter, vilka aldrig åtnjutit samma uppmärksamhet från språkvetare, eller pekats ut som egna språk.
Övriga kommentarer lämnades in av Ulum dalska, Språkförsvaret, Älvdalens kommun samt Råðdjärum (det älvdalska språkrådet).
Ansökan avslogs först, men beviljades efter överklagan 27 maj 2016 med tillägg av det engelska namnet Elfdalian. Språkets ISO 639-3-kod är ovd.
2008 sattes tvåspråkiga vägskyltar upp av Älvdalens kommun på svenska och älvdalska.

## Historia

### Äldre historisk utveckling och klassificering
| västerdalmål   | |
|                | |
| nedansiljanmål | |
|                | |
| ovansiljanmål  | \| \| sollerömål \| \| \| \| \| \| moramål \| \| \| \| \| \| venjansmål \| \| \| \| \| \| älvdalska \| \| \| \| \| \| våmhusmål \| \| \| \| \| \| orsamål \| \| \| \| \| \| oremål \| \| \| \| |
|                | \| \| sollerömål \| \| \| \| \| \| moramål \| \| \| \| \| \| venjansmål \| \| \| \| \| \| älvdalska \| \| \| \| \| \| våmhusmål \| \| \| \| \| \| orsamål \| \| \| \| \| \| oremål \| \| \| \| |
|                | sollerömål |
|                | |
|                | moramål |
|                | |
|                | venjansmål |
|                | |
|                | älvdalska |
|                | |
|                | våmhusmål |
|                | |
|                | orsamål |
|                | |
|                | oremål |
|                | |

|  | sollerömål |
|  |            |
|  | moramål    |
|  |            |
|  | venjansmål |
|  |            |
|  | älvdalska  |
|  |            |
|  | våmhusmål  |
|  |            |
|  | orsamål    |
|  |            |
|  | oremål     |
|  |            |

| västerdalmål   | |
|                | |
| nedansiljanmål | |
|                | |
| ovansiljanmål  | \| \| sollerömål \| \| \| \| \| \| moramål \| \| \| \| \| \| venjansmål \| \| \| \| \| \| älvdalska \| \| \| \| \| \| våmhusmål \| \| \| \| \| \| orsamål \| \| \| \| \| \| oremål \| \| \| \| |
|                | \| \| sollerömål \| \| \| \| \| \| moramål \| \| \| \| \| \| venjansmål \| \| \| \| \| \| älvdalska \| \| \| \| \| \| våmhusmål \| \| \| \| \| \| orsamål \| \| \| \| \| \| oremål \| \| \| \| |
|                | sollerömål |
|                | |
|                | moramål |
|                | |
|                | venjansmål |
|                | |
|                | älvdalska |
|                | |
|                | våmhusmål |
|                | |
|                | orsamål |
|                | |
|                | oremål |
|                | |

|  | sollerömål |
|  |            |
|  | moramål    |
|  |            |
|  | venjansmål |
|  |            |
|  | älvdalska  |
|  |            |
|  | våmhusmål  |
|  |            |
|  | orsamål    |
|  |            |
|  | oremål     |
|  |            |

| västerdalmål   | |
|                | |
| nedansiljanmål | |
|                | |
| ovansiljanmål  | \| \| sollerömål \| \| \| \| \| \| moramål \| \| \| \| \| \| venjansmål \| \| \| \| \| \| älvdalska \| \| \| \| \| \| våmhusmål \| \| \| \| \| \| orsamål \| \| \| \| \| \| oremål \| \| \| \| |
|                | \| \| sollerömål \| \| \| \| \| \| moramål \| \| \| \| \| \| venjansmål \| \| \| \| \| \| älvdalska \| \| \| \| \| \| våmhusmål \| \| \| \| \| \| orsamål \| \| \| \| \| \| oremål \| \| \| \| |
|                | sollerömål |
|                | |
|                | moramål |
|                | |
|                | venjansmål |
|                | |
|                | älvdalska |
|                | |
|                | våmhusmål |
|                | |
|                | orsamål |
|                | |
|                | oremål |
|                | |

|  | sollerömål |
|  |            |
|  | moramål    |
|  |            |
|  | venjansmål |
|  |            |
|  | älvdalska  |
|  |            |
|  | våmhusmål  |
|  |            |
|  | orsamål    |
|  |            |
|  | oremål     |
|  |            |

| västerdalmål   | |
|                | |
| nedansiljanmål | |
|                | |
| ovansiljanmål  | \| \| sollerömål \| \| \| \| \| \| moramål \| \| \| \| \| \| venjansmål \| \| \| \| \| \| älvdalska \| \| \| \| \| \| våmhusmål \| \| \| \| \| \| orsamål \| \| \| \| \| \| oremål \| \| \| \| |
|                | \| \| sollerömål \| \| \| \| \| \| moramål \| \| \| \| \| \| venjansmål \| \| \| \| \| \| älvdalska \| \| \| \| \| \| våmhusmål \| \| \| \| \| \| orsamål \| \| \| \| \| \| oremål \| \| \| \| |
|                | sollerömål |
|                | |
|                | moramål |
|                | |
|                | venjansmål |
|                | |
|                | älvdalska |
|                | |
|                | våmhusmål |
|                | |
|                | orsamål |
|                | |
|                | oremål |
|                | |

|  | sollerömål |
|  |            |
|  | moramål    |
|  |            |
|  | venjansmål |
|  |            |
|  | älvdalska  |
|  |            |
|  | våmhusmål  |
|  |            |
|  | orsamål    |
|  |            |
|  | oremål     |
|  |            |

| västerdalmål   | |
|                | |
| nedansiljanmål | |
|                | |
| ovansiljanmål  | \| \| sollerömål \| \| \| \| \| \| moramål \| \| \| \| \| \| venjansmål \| \| \| \| \| \| älvdalska \| \| \| \| \| \| våmhusmål \| \| \| \| \| \| orsamål \| \| \| \| \| \| oremål \| \| \| \| |
|                | \| \| sollerömål \| \| \| \| \| \| moramål \| \| \| \| \| \| venjansmål \| \| \| \| \| \| älvdalska \| \| \| \| \| \| våmhusmål \| \| \| \| \| \| orsamål \| \| \| \| \| \| oremål \| \| \| \| |
|                | sollerömål |
|                | |
|                | moramål |
|                | |
|                | venjansmål |
|                | |
|                | älvdalska |
|                | |
|                | våmhusmål |
|                | |
|                | orsamål |
|                | |
|                | oremål |
|                | |

|  | sollerömål |
|  |            |
|  | moramål    |
|  |            |
|  | venjansmål |
|  |            |
|  | älvdalska  |
|  |            |
|  | våmhusmål  |
|  |            |
|  | orsamål    |
|  |            |
|  | oremål     |
|  |            |

| västerdalmål   | |
|                | |
| nedansiljanmål | |
|                | |
| ovansiljanmål  | \| \| sollerömål \| \| \| \| \| \| moramål \| \| \| \| \| \| venjansmål \| \| \| \| \| \| älvdalska \| \| \| \| \| \| våmhusmål \| \| \| \| \| \| orsamål \| \| \| \| \| \| oremål \| \| \| \| |
|                | \| \| sollerömål \| \| \| \| \| \| moramål \| \| \| \| \| \| venjansmål \| \| \| \| \| \| älvdalska \| \| \| \| \| \| våmhusmål \| \| \| \| \| \| orsamål \| \| \| \| \| \| oremål \| \| \| \| |
|                | sollerömål |
|                | |
|                | moramål |
|                | |
|                | venjansmål |
|                | |
|                | älvdalska |
|                | |
|                | våmhusmål |
|                | |
|                | orsamål |
|                | |
|                | oremål |
|                | |

|  | sollerömål |
|  |            |
|  | moramål    |
|  |            |
|  | venjansmål |
|  |            |
|  | älvdalska  |
|  |            |
|  | våmhusmål  |
|  |            |
|  | orsamål    |
|  |            |
|  | oremål     |
|  |            |

| västerdalmål   | |
|                | |
| nedansiljanmål | |
|                | |
| ovansiljanmål  | \| \| sollerömål \| \| \| \| \| \| moramål \| \| \| \| \| \| venjansmål \| \| \| \| \| \| älvdalska \| \| \| \| \| \| våmhusmål \| \| \| \| \| \| orsamål \| \| \| \| \| \| oremål \| \| \| \| |
|                | \| \| sollerömål \| \| \| \| \| \| moramål \| \| \| \| \| \| venjansmål \| \| \| \| \| \| älvdalska \| \| \| \| \| \| våmhusmål \| \| \| \| \| \| orsamål \| \| \| \| \| \| oremål \| \| \| \| |
|                | sollerömål |
|                | |
|                | moramål |
|                | |
|                | venjansmål |
|                | |
|                | älvdalska |
|                | |
|                | våmhusmål |
|                | |
|                | orsamål |
|                | |
|                | oremål |
|                | |

|  | sollerömål |
|  |            |
|  | moramål    |
|  |            |
|  | venjansmål |
|  |            |
|  | älvdalska  |
|  |            |
|  | våmhusmål  |
|  |            |
|  | orsamål    |
|  |            |
|  | oremål     |
|  |            |

| västerdalmål   | |
|                | |
| nedansiljanmål | |
|                | |
| ovansiljanmål  | \| \| sollerömål \| \| \| \| \| \| moramål \| \| \| \| \| \| venjansmål \| \| \| \| \| \| älvdalska \| \| \| \| \| \| våmhusmål \| \| \| \| \| \| orsamål \| \| \| \| \| \| oremål \| \| \| \| |
|                | \| \| sollerömål \| \| \| \| \| \| moramål \| \| \| \| \| \| venjansmål \| \| \| \| \| \| älvdalska \| \| \| \| \| \| våmhusmål \| \| \| \| \| \| orsamål \| \| \| \| \| \| oremål \| \| \| \| |
|                | sollerömål |
|                | |
|                | moramål |
|                | |
|                | venjansmål |
|                | |
|                | älvdalska |
|                | |
|                | våmhusmål |
|                | |
|                | orsamål |
|                | |
|                | oremål |
|                | |

|  | sollerömål |
|  |            |
|  | moramål    |
|  |            |
|  | venjansmål |
|  |            |
|  | älvdalska  |
|  |            |
|  | våmhusmål  |
|  |            |
|  | orsamål    |
|  |            |
|  | oremål     |
|  |            |

| västerdalmål   | |
|                | |
| nedansiljanmål | |
|                | |
| ovansiljanmål  | \| \| sollerömål \| \| \| \| \| \| moramål \| \| \| \| \| \| venjansmål \| \| \| \| \| \| älvdalska \| \| \| \| \| \| våmhusmål \| \| \| \| \| \| orsamål \| \| \| \| \| \| oremål \| \| \| \| |
|                | \| \| sollerömål \| \| \| \| \| \| moramål \| \| \| \| \| \| venjansmål \| \| \| \| \| \| älvdalska \| \| \| \| \| \| våmhusmål \| \| \| \| \| \| orsamål \| \| \| \| \| \| oremål \| \| \| \| |
|                | sollerömål |
|                | |
|                | moramål |
|                | |
|                | venjansmål |
|                | |
|                | älvdalska |
|                | |
|                | våmhusmål |
|                | |
|                | orsamål |
|                | |
|                | oremål |
|                | |

|  | sollerömål |
|  |            |
|  | moramål    |
|  |            |
|  | venjansmål |
|  |            |
|  | älvdalska  |
|  |            |
|  | våmhusmål  |
|  |            |
|  | orsamål    |
|  |            |
|  | oremål     |
|  |            |

| västerdalmål   | |
|                | |
| nedansiljanmål | |
|                | |
| ovansiljanmål  | \| \| sollerömål \| \| \| \| \| \| moramål \| \| \| \| \| \| venjansmål \| \| \| \| \| \| älvdalska \| \| \| \| \| \| våmhusmål \| \| \| \| \| \| orsamål \| \| \| \| \| \| oremål \| \| \| \| |
|                | \| \| sollerömål \| \| \| \| \| \| moramål \| \| \| \| \| \| venjansmål \| \| \| \| \| \| älvdalska \| \| \| \| \| \| våmhusmål \| \| \| \| \| \| orsamål \| \| \| \| \| \| oremål \| \| \| \| |
|                | sollerömål |
|                | |
|                | moramål |
|                | |
|                | venjansmål |
|                | |
|                | älvdalska |
|                | |
|                | våmhusmål |
|                | |
|                | orsamål |
|                | |
|                | oremål |
|                | |

|  | sollerömål |
|  |            |
|  | moramål    |
|  |            |
|  | venjansmål |
|  |            |
|  | älvdalska  |
|  |            |
|  | våmhusmål  |
|  |            |
|  | orsamål    |
|  |            |
|  | oremål     |
|  |            |

| västerdalmål   | |
|                | |
| nedansiljanmål | |
|                | |
| ovansiljanmål  | \| \| sollerömål \| \| \| \| \| \| moramål \| \| \| \| \| \| venjansmål \| \| \| \| \| \| älvdalska \| \| \| \| \| \| våmhusmål \| \| \| \| \| \| orsamål \| \| \| \| \| \| oremål \| \| \| \| |
|                | \| \| sollerömål \| \| \| \| \| \| moramål \| \| \| \| \| \| venjansmål \| \| \| \| \| \| älvdalska \| \| \| \| \| \| våmhusmål \| \| \| \| \| \| orsamål \| \| \| \| \| \| oremål \| \| \| \| |
|                | sollerömål |
|                | |
|                | moramål |
|                | |
|                | venjansmål |
|                | |
|                | älvdalska |
|                | |
|                | våmhusmål |
|                | |
|                | orsamål |
|                | |
|                | oremål |
|                | |

|  | sollerömål |
|  |            |
|  | moramål    |
|  |            |
|  | venjansmål |
|  |            |
|  | älvdalska  |
|  |            |
|  | våmhusmål  |
|  |            |
|  | orsamål    |
|  |            |
|  | oremål     |
|  |            |

| västerdalmål   | |
|                | |
| nedansiljanmål | |
|                | |
| ovansiljanmål  | \| \| sollerömål \| \| \| \| \| \| moramål \| \| \| \| \| \| venjansmål \| \| \| \| \| \| älvdalska \| \| \| \| \| \| våmhusmål \| \| \| \| \| \| orsamål \| \| \| \| \| \| oremål \| \| \| \| |
|                | \| \| sollerömål \| \| \| \| \| \| moramål \| \| \| \| \| \| venjansmål \| \| \| \| \| \| älvdalska \| \| \| \| \| \| våmhusmål \| \| \| \| \| \| orsamål \| \| \| \| \| \| oremål \| \| \| \| |
|                | sollerömål |
|                | |
|                | moramål |
|                | |
|                | venjansmål |
|                | |
|                | älvdalska |
|                | |
|                | våmhusmål |
|                | |
|                | orsamål |
|                | |
|                | oremål |
|                | |

|  | sollerömål |
|  |            |
|  | moramål    |
|  |            |
|  | venjansmål |
|  |            |
|  | älvdalska  |
|  |            |
|  | våmhusmål  |
|  |            |
|  | orsamål    |
|  |            |
|  | oremål     |
|  |            |

| västerdalmål   | |
|                | |
| nedansiljanmål | |
|                | |
| ovansiljanmål  | \| \| sollerömål \| \| \| \| \| \| moramål \| \| \| \| \| \| venjansmål \| \| \| \| \| \| älvdalska \| \| \| \| \| \| våmhusmål \| \| \| \| \| \| orsamål \| \| \| \| \| \| oremål \| \| \| \| |
|                | \| \| sollerömål \| \| \| \| \| \| moramål \| \| \| \| \| \| venjansmål \| \| \| \| \| \| älvdalska \| \| \| \| \| \| våmhusmål \| \| \| \| \| \| orsamål \| \| \| \| \| \| oremål \| \| \| \| |
|                | sollerömål |
|                | |
|                | moramål |
|                | |
|                | venjansmål |
|                | |
|                | älvdalska |
|                | |
|                | våmhusmål |
|                | |
|                | orsamål |
|                | |
|                | oremål |
|                | |

|  | sollerömål |
|  |            |
|  | moramål    |
|  |            |
|  | venjansmål |
|  |            |
|  | älvdalska  |
|  |            |
|  | våmhusmål  |
|  |            |
|  | orsamål    |
|  |            |
|  | oremål     |
|  |            |

| västerdalmål   | |
|                | |
| nedansiljanmål | |
|                | |
| ovansiljanmål  | \| \| sollerömål \| \| \| \| \| \| moramål \| \| \| \| \| \| venjansmål \| \| \| \| \| \| älvdalska \| \| \| \| \| \| våmhusmål \| \| \| \| \| \| orsamål \| \| \| \| \| \| oremål \| \| \| \| |
|                | \| \| sollerömål \| \| \| \| \| \| moramål \| \| \| \| \| \| venjansmål \| \| \| \| \| \| älvdalska \| \| \| \| \| \| våmhusmål \| \| \| \| \| \| orsamål \| \| \| \| \| \| oremål \| \| \| \| |
|                | sollerömål |
|                | |
|                | moramål |
|                | |
|                | venjansmål |
|                | |
|                | älvdalska |
|                | |
|                | våmhusmål |
|                | |
|                | orsamål |
|                | |
|                | oremål |
|                | |

|  | sollerömål |
|  |            |
|  | moramål    |
|  |            |
|  | venjansmål |
|  |            |
|  | älvdalska  |
|  |            |
|  | våmhusmål  |
|  |            |
|  | orsamål    |
|  |            |
|  | oremål     |
|  |            |

| västerdalmål   | |
|                | |
| nedansiljanmål | |
|                | |
| ovansiljanmål  | \| \| sollerömål \| \| \| \| \| \| moramål \| \| \| \| \| \| venjansmål \| \| \| \| \| \| älvdalska \| \| \| \| \| \| våmhusmål \| \| \| \| \| \| orsamål \| \| \| \| \| \| oremål \| \| \| \| |
|                | \| \| sollerömål \| \| \| \| \| \| moramål \| \| \| \| \| \| venjansmål \| \| \| \| \| \| älvdalska \| \| \| \| \| \| våmhusmål \| \| \| \| \| \| orsamål \| \| \| \| \| \| oremål \| \| \| \| |
|                | sollerömål |
|                | |
|                | moramål |
|                | |
|                | venjansmål |
|                | |
|                | älvdalska |
|                | |
|                | våmhusmål |
|                | |
|                | orsamål |
|                | |
|                | oremål |
|                | |

|  | sollerömål |
|  |            |
|  | moramål    |
|  |            |
|  | venjansmål |
|  |            |
|  | älvdalska  |
|  |            |
|  | våmhusmål  |
|  |            |
|  | orsamål    |
|  |            |
|  | oremål     |
|  |            |

| västerdalmål   | |
|                | |
| nedansiljanmål | |
|                | |
| ovansiljanmål  | \| \| sollerömål \| \| \| \| \| \| moramål \| \| \| \| \| \| venjansmål \| \| \| \| \| \| älvdalska \| \| \| \| \| \| våmhusmål \| \| \| \| \| \| orsamål \| \| \| \| \| \| oremål \| \| \| \| |
|                | \| \| sollerömål \| \| \| \| \| \| moramål \| \| \| \| \| \| venjansmål \| \| \| \| \| \| älvdalska \| \| \| \| \| \| våmhusmål \| \| \| \| \| \| orsamål \| \| \| \| \| \| oremål \| \| \| \| |
|                | sollerömål |
|                | |
|                | moramål |
|                | |
|                | venjansmål |
|                | |
|                | älvdalska |
|                | |
|                | våmhusmål |
|                | |
|                | orsamål |
|                | |
|                | oremål |
|                | |

|  | sollerömål |
|  |            |
|  | moramål    |
|  |            |
|  | venjansmål |
|  |            |
|  | älvdalska  |
|  |            |
|  | våmhusmål  |
|  |            |
|  | orsamål    |
|  |            |
|  | oremål     |
|  |            |

Språkgrupper i Dalarna med de egentliga dalmålen i blått.

På 700- och 800-talen genomgick urnordiskan ett antal större ljudförändringar som lade grunden för de moderna nordiska språken. Levander skriver att det troligen fanns vissa dialektala skillnader inom urnordiskan, men eftersom övre Dalarna hade en ytterst liten befolkning före vikingatiden, är denna synpunkt av ringa betydelse.
Området där dalmålen talades var troligen större än det av idag, i synnerhet mot sydost, men krympte senare, mestadels på grund av gruvindustrin i Kopparberg från och med 1200-talet, vilken orsakade stor invandring från resten av Sverige och utlandet, bland annat från Tyskland. Detta påverkade kulturen och språket i detta område, och dialekterna i Bergslagen spreds till Dalarna, varigenom de egentliga dalmålen blev begränsade till Dalarnas nordvästra del.
Levander räknar med att ovansiljanmålen förgrenade sig från fornnordiskan på 1300-talet, då vokalerna började diftongeras. Han ger exempel på kristen terminologi med diftongerade vokaler, såsom praim ’runstav’ (av latinets prīmus) och kraungen ’krona’ (av latinets corōna), och eftersom övre Dalarna inte kristnades förrän i slutet av 1100-talet, måste diftongeringsprocessen ha varit produktiv vid den tiden. Å andra sidan hade de lågtyska lånord som lånades in under 1300-talet inte genomgått processen, såsom skrin och duk. Därför drar han slutsatsen att diftongeringen inte längre var produktiv under 1300-talet, och att dalmålen då stabiliserats.
Levander utgår också ifrån att ovansiljanmålen vid början av 1600-talet existerade som självständiga dialekter och hade i grunden samma utformning som nu, och att dialektförhållandena i övre Dalarna under 1500-talet var väsentligen desamma som i slutet av 1800-talet.
Älvdalskan (och de övriga dalmålen) placeras traditionellt in bland de östnordiska språken, tillsammans med svenska och danska, närmare bestämt bland sveamålen, baserat på ett antal drag som älvdalskan har gemensamt med dessa. Levander tar upp följande:
1. inget i-omljud i presens i starka verb: älvdalska ig ar ’jag har’, men isländska ég hef.
2. ovanligt med u-omljud på /a/: älvdalska saks ’sax’ men värmländska (Finnskoga) såks.
3. växling i ändelsevokalen /i/~/e/ ⟨i ~ e⟩ och /u/~/o/ ⟨o ~ å⟩ beror på vokalbalans, inte vokalharmoni: älvdalska eri ’hare’, men bokke ’backe’
4. vokalbrytningen är av östnordisk typ
5. inskott av /b/ efter långt /mː/ och framför /l/ eller /r/: älvdalska sumbrer ’somrar’
6. inga specifikt västnordiska pronomen som västnorska me ’vi’, de ’ni’ och døkk ’er’.

Dock påvisar älvdalskan även vissa västnordiska drag. Dessa västnordiska drag är enligt Levander ålderdomligheter som en gång i tiden varit gemensamma för många dialekter, men som bevarats i de mest konservativa målen öster och väster om Kölen.
1. /ʉ/ ⟨u⟩ i stället för /u/ ⟨o⟩ i ord som älvdalska buð, men svenska bod, jf. norska bu och isländska búð
2. övergången /e/ > /i/ > /j/ framför vokal: älvdalska ljå ’lie’ (av fornsvenska. līe, lē < urgermanska. *lewan-), jämför norska ljå och isl. ljár
3. i-omljud i konjunktiv preteritum: älvdalska wäre men svenska vore.
4. obruten form för 1:a person singular: älvdalska ig, men svenska jag, jämför norska eg.
5. formen för pronomenet för 2:a person. plural: älvdalska ið, ir, fornsvenska i(r).
6. utvecklingen av den urgermanska diftongen /eu/ > /jo/ > /iuo/: älvdalska briuota ’bryta’ är parallell med utvecklingen i östnorska dialekter.

Kunskapen om älvdalskan före 1900-talet är tämligen begränsad. Under 1600- och 1700-talen började det dock komma folkliga dikter med burleskt komiskt innehåll som exempelvis framfördes på bröllop i Stockholm, och några av dessa finns författade på älvdalska. 1621 författade även Uppsalaprofessorn Andreas Johannis Prytz ett studentskådespel om Gustav Vasa till minne av Gustav Vasas befrielsekrig med titeln En Lustigh Commoedia om […] Konung Gustaf Then Första. I detta skådespel har Prytz möjligen tagit hjälp av sin student, som enligt Björklund är identisk med Daniel Buskovius, till att författa fem sidor (870 ord) dialog på älvdalska.
Dessa är de tidigaste daterbara vittnesbörden om älvdalska och vittnar om en äldre älvdalska till form och ordförråd. Exempel på dessa är oapokoperade ord som bådhe ’både’ och iäne ’här’ för nutida älvdalska boð och jän, eller adjektivändelsen -e för maskulinum predikativ såsom unge, fyödde jämfört med feminina och nu allenarådande ung(g), fyödd. Den bestämda formen i dativ plural och dativ femininum anges som -omma respektive -ene, -une i stället för det moderna -um och -in, -un. En dativändelse med slutvokal levde kvar i till exempel åsenmål från tidigt 1900-tal som -ume, respektive -ine, -une och som -umma i äldre evertsbergsmål. Denna slutvokal lever ännu kvar i orsamålet, och går tillbaka på en ändelse motsvarande fornsvenska -umen. Diftongen /ai/ hade ännu inte på 1600-talet utvecklats fullt så långt, utan återges som ⟨ei⟩ eller ⟨äi⟩ ännu i en dikt från 1715, trots att övergången till /ai/ skedde runt sekelskiftet 1700. I samma dikt skrivs även bestämd form dativ som -um, det vill säga som i modern älvdalska. Björklund tar också upp ord som i dagens älvdalska är ålderdomliga, såsom frillij ’särdeles’ (jämför fornsvenska friligha med samma betydelse), frekli ’snällt’, gluspa ’supa’, konjunktionerna dätt ’men’ (som försvann på 1700-talet) och ädh ’att’ (som försvann på 1600-talet). Man finner även åtminstone ett exempel på ett oblikt subjekt, megh ticker ’mig tycker’, som inte finns i yngre texter.
Ovansiljanmålen har därför en unik position bland sveamålen eftersom de inte är ömsesidigt begripliga med svenska, norska eller danska, även om de i stort sett är förståeliga sinsemellan. Levander skriver 1925 att ovansiljanbor brukar sitt modersmål inom Ovansiljan, men går vid besök i till exempel Rättvik eller Malung över till svenska, ett språk som var tvunget att läras in som ett främmande språk. Talare av ovansiljanmål är således tvåspråkiga och kodväxlar aktivt emellan ”dalska” och svenska, men så sent som under 1800-talets andra hälft kunde man ännu träffa på älvdalingar, i synnerhet äldre kvinnor, som hade svårigheter att förstå svenska och knappt kunde yttra en mening på något annat språk än älvdalska.

### Modern utveckling
Under 1900-talet har älvdalskan genomgått en ”utjämning i riksspråklig riktning”, det vill säga att älvdalskan för varje generation närmar sig standardsvenskan mer och mer, vilket har lett till ett mer rikssvensktnära uttal, en förenkling av morfologin (bland annat färre kasus), med mera. Den älvdalskan som beskrevs av till exempel Levander 1909 reflekterar inte den älvdalska som talas av älvdalingar i dag.
Sedan slutet av 1800-talet har älvdalskan genomgått stora förändringar i övergången från ett bondesamhälle till ett industrisamhälle. Piotr Garbacz citerar John Helgander, som menar att detta beror på förändringar i sociala nätverk. I det gamla bondesamhället var det sociala nätverket mycket lokalt, man gifte sig med folk inom socknen och ofta inom samma by. Dock var inte rörligheten låg i Älvdalen, utan det var vanligt att tillfälligt flytta av ekonomiska skäl. Helgander hävdar att rörligheten inte var en faktor som bidrog till språkförändring, vilket också hävdas av Levander.
Efter sekelskiftet började folk från utanför socknen bosätta sig i Dalarna på grund av expansionen av skogsindustrin. Därmed skedde en social förändring och giftermål skedde i större omfattning med inflyttade vilket ledde till ett behov av tvåspråkighet. De flesta inflyttade kom från Värmland, och älvdalingarna började tala svenska när de kommunicerade med folk som inte hade kunskaper i det lokala språket. Helgander föreslår även att svenskans inflytande ökade vid den här tidpunkten, vilket ledde språkliga influenser från svenskan i ordförrådet, men även i andra språkliga domäner. Levander nämner också familjer där älvdalskspråkiga föräldrar talade svenska med sina barn för att öka deras förutsättningar i livet, vilket tyder på att dessa familjer hade genomgått en identitetsförändring där det lokala samhället inte längre var den enda identiteten.
Efter andra världskriget blev Sverige ett högutvecklat land vilket också påverkade norra Dalarna. Många sökte arbete utanför Älvdalen, fler än tidigare flyttade dit och älvdalingar återvände med familjemedlemmar uppvuxna utanför Älvdalen. Denna identitetsförändring ledde till en språkförändring mellan den äldre och den yngre generationen, vilket har påverkat dalmålen i stor mån.
Baserad på Helganders beskrivning om norra Dalarnas samhälls- och kulturförändring gör Garbacz en uppdelning av älvdalskan i tre stadier:
1. klassisk älvdalska (talad av personer födda före ca 1920)
2. traditionell älvdalska (talad av personer födda mellan ca 1920 till slutet av 40-talet)
3. modern älvdalska (talad av personer födda ca 1950 och senare)[45]

Klassisk älvdalska är bland annat den älvdalska (åsenmål) som beskrivs av Levander 1909 och som han kallar någorlunda stabil med avseende på fonologi, morfologi och syntax. Garbacz räknar med att de talare som representerar ett stabilt språk hos Levander föddes under första halvan av 1800-talet, och att inga talare av klassisk älvdalska är födda senare än i början av 1900-talet. Efter denna period av stabilitet kommer perioden som Helgander kallar ”brytningsperioden” och Garbacz antar att talare som representerar denna period föddes under de första två årtiondena av 1900-talet. Under denna period sker fler förändringar i målet än tidigare, bland annat som ett resultat av tvåspråkighet. Dessa förändringar synes vara mer signifikanta eftersom de påverkar formläran i större mån än tidigare.
Levander ger exempel på förändringar i morfologin i åsenmålet hos den yngre generationen, t.ex. en förändring där nominativen undanträngt ackusativen i långstaviga femininer, och där ackusativen undanträngt nominativen i kortstaviga former. Levander ger även andra exempel, där den yngsta generationen ersatt särskilda feminina former av adjektiv med den maskulina formen, och säger litn och druttjin i femininum i stället för det äldre litę och druttję, nominativändelsen -r i vissa adjektiv såsom nyr har försvunnit och blivit ny, och svaga verb med ändelselös presensform såsom sel ’säljer’ och stjil ’skiljer’ ersätts av seler och stjiler. Levander ger också exempel på betydelseglidningar i ordförrådet, och skriver att orden fjäll och krytyr som hos den äldsta generationen betyder ’kulle’ och ’djur’, hos den yngre generationen betyder ’fjäll’ respektive ’kreatur’, och ger exempel på ord från det äldre bondesamhället som fallit bort.
Garbacz refererar även den studie Bengt Åkerberg publicerade 1957, där Åkerbergs första informant född 1867 brukar tre kasus, de två informanterna födda 1898 brukar två (nominativ och dativ) och den yngsta född 1934 endast brukar nominativen. Garbacz drar slutsatsen att åtminstone formläran hos substantiv och adjektiv har genomgått stora förändringar hos den generation som föddes på 1930-talet, jämfört med dem födda runt sekelskiftet. Han antar att denna övergångsperiod börjar omkring år 1920 och slutar efter andra världskriget. Således kallar han målet hos generationen född under denna period för traditionell älvdalska.
Helganders sista period kallar han för ”revolutionen” och representeras av talare födda efter 1950. Deras mål karakteriseras av stora förändringar i älvdalskan, och kallas av Garbacz för modern älvdalska. Garbacz och Johannessen fann att verbkongruensen i modern älvdalska är intakt, medan bara spillror återstår av kasussystemet i substantiv och att kasussystemet bland pronomenen är på väg att upplösas likaså. Däremot finns många syntaktiska drag fortfarande kvar i modern älvdalska.

## Ortografi

### Historia

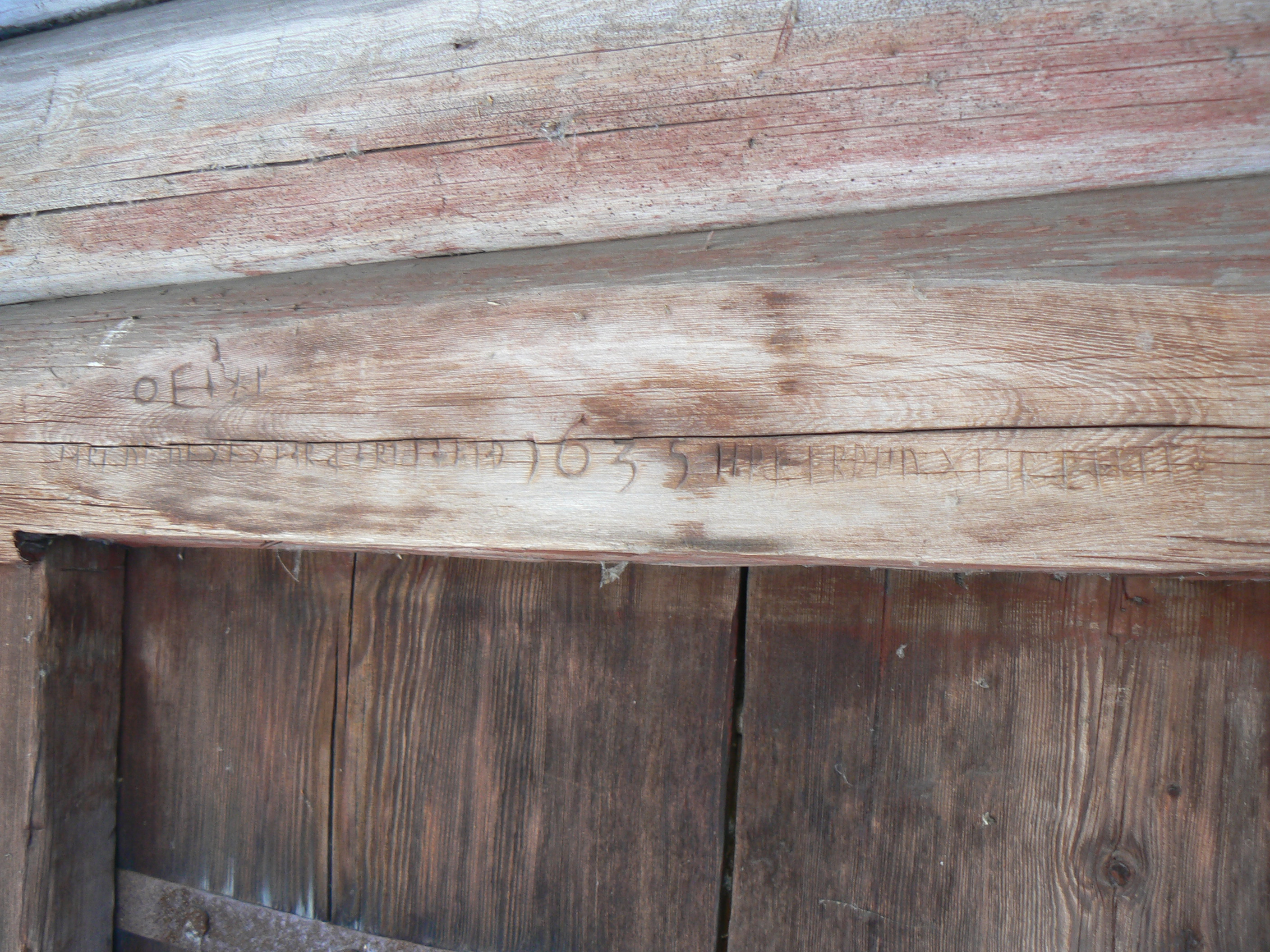
Runinskrift från 1635 i "Orsblecksloftet", i dag på Zorns gammelgård i Mora.

Älvdalska har existerat i skriven form i flera hundra år. I förstone användes så kallade dalrunor för att rista i trä, t.ex. i skålar och bord. Den sista människa som i rakt nedstigande led lärt sig skriva med runor dog 1939. Det finns emellertid få ristningar som är på älvdalsmål, utan många är skrivna på svenska med ett eller annat älvdalskt ord och med älvdalska influenser. I början av 1900-talet började man skriva mer med papper och penna, och det latinska alfabetet blev vanligare. Dock fanns inga stavningsregler, och var och en skrev efter eget tycke. Man använde sällan, eller aldrig, särskilda bokstäver eller tecken för att symbolisera de ljud som var speciella för älvdalskan, vilket ledde till att de endast blev ungefärligt återgivna.
Eftersom älvdalskan varierar mellan byarna har en enhetlig stavning för alla områden varit svår att skapa. Man har inte heller velat använda dialekten i en viss by som norm för hela skriftspråket, eftersom inget bymål kan anses vara bättre lämpat än något annat.
1986 gav Lars Steensland ut den första älvdalska ordboken för praktiskt bruk, där han använde en ortografi som han själv utvecklat några år tidigare. Han baserade ortografin på språket i byarna runt kyrkbyn, eftersom många bodde där. Han gjorde emellertid vissa avsteg och skapade en någorlunda byneutral älvdalska, med en viss lutning åt språket som talades öster om älven. Denna ortografi använde han sedan också i sin översättning av Johannesevangeliet 1989.
2000 gavs boken Rattjin (”Hunden”) ut. Denna bok använde en ny ortografi som skapats av Bengt Åkerberg och föreningen Ulum dalska. Det var första gången som nya tecken introducerades för att symbolisera älvdalska ljud, med undantag för att teckna nasalljud med en svans som även hade använts på 1980-talet. Denna ortografi, jämte andra ortografier som använde tecken främmande för svenskan, har mötts med kritik på grund av bland annat de tekniska svårigheterna som medföljer främmande bokstäver.
2004 gav Ulum dalska i uppgift till det nybildade älvdalska språkrådet Råðdjärum, att utarbeta en anpassad stavning för älvdalskan. Samtliga medlemmar av rådet hade varsin ingång till lingvistik och till älvdalska. Efter sju månader lades stavningsförslaget fram, som godkändes av Ulum dalska. Sedan dess har Råðdjärums ortografi varit vanligt förekommande i flera älvdalska skrifter, t.ex. i Lisslprinsn, översättningen av Antoine de Saint-Exupérys Lille prinsen. Dock blev inte Råðdjärums ortografi allenarådande, utan de två olika ortografier Steenslands och Åkerbergs fick sällskap av en tredje.
2010 gav Lars Steensland ut en utökad ordbok, och en grammatika av Bengt Åkerberg planerades vid samma tid. Ordbokens ortografi är baserad på Råðdjärums ortografi, med små ändringar som närmade sig Åkerbergs ortografi. På samma sätt baserade Åkerberg grammatikan på sin egen ortografi, med små ändringar som närmade sig Råðdjärums ortografi. Detta var ett medvetet samarbete mellan författarna för att jämka sina ortografier i riktning mot en mer enhetlig stavning.
2021 utkom andra upplagan av Lars Steenslands älvdalska ordbok. I den närmar sig ortografin Råðdjärum ännu mer, så att digraferna som i första upplagan stavades ⟨tş⟩ och ⟨dş⟩ nu stavas ⟨tj⟩ och ⟨dj⟩ i enlighet med Råðdjärums ortografi. Dock finns fortfarande vissa skillnader, bland annat stavningen ⟨ǫ⟩ mot Råðdjärums ⟨ą̊⟩.

#### Kritik och bemötande
Standardiseringen av skriftspråket har senare mötts med viss kritik. Till en början fick Råðdjärums antagna modell för ett enhetligt skriftspråk ett positivt gensvar, men många svängde i frågan. Rut ”Puck” Olsson som skrivit böckerna Mumunes masse och Mier um Masse på älvdalska uttalade sig i en artikel i Språktidningen 2011: ”De, forskarna, säger att vi ska lära barnen skrivreglerna när vi lär barnen läsa och skriva, men älvdalskan har aldrig haft något skriftspråk så det är ju konstruerat.” Hon ger exempel med ordet för golvet som med Råðdjärums ortografi stavas guoveð men vilket på många håll uttalas guäver: ”Golvet, g-u-ä-v-e-r. Men då har forskarna skrivit ett d med ett kryss över svansen, ð, i stället för r, och så ska forskarna vara i skolorna med det där och lära ut till de stackars småungarna, som har fullt upp med att lära sig de vanliga bokstäverna.” Mats Elfqvist, tidigare ordförande i Ulum dalska, säger även han: ”Låt oss skriva som vi vill! Som det är nu vågar ingen skriva på älvdalska i vår egen tidning Dalskum sedan forskarna har bestämt hur det ska vara.”
Helgander belyser problemen med att skapa ett enhetligt skriftspråk för älvdalskan och tar bland annat upp älvdalskans heterogenitet mellan byar och i synnerhet mellan generationer, och han inbegriper här även variationer i grammatiken mellan de olika generationerna, där den äldsta älvdalskan (”klassisk älvdalska”) ofta lyfts fram som normen. Han skriver vidare att förutsättningarna för ett spontant och funktionellt skrivande saknas och att älvdalskan fortfarande i fortsättningen främst kommer att vara ett talat språk och att det påminner om en diglossisituation, där man har en språkvarietet som brukas av folk i allmänhet (lågspråk), och en varietet, som är inskränkt till mycket specifika tillfällen, ett avvikande skriftspråk (högspråk).
Råðdjärum poängterade redan 2005 att deras ortografi inte kan återspegla alla älvdalingars uttal, utan att den är en ”kompromiss mellan olika möjligheter” – precis som att svensktalande uttalar svenska väldigt olika men ändå kan kommunicera i skrift. De framhåller också att ”skapandet av en enhetlig stavning” är ”[väsentligt för] älvdalskans överlevnad”.
Sapir, som bland annat ledde Råðdjärum, har också senare betonat att Råðdjärums stavning inte är ett försök att styra folks uttal, eller att stavningen eftersträvar att radera de skillnader som finns mellan byarna. Han anser snarare att en standardiserad stavning underlättar skriftlig kommunikation och dessutom ger älvdalskan ökad prestige hos talarna.”

### Råðdjärums ortografi
Råðdjärums alfabet består av följande 36 bokstäver:
| Versaler |   |   |   |   |   |   |   |   |   |   |   |   |   |   |   |   |   |   |   |   |   |   |   |   |   |   |   |   |   |   |   |   |   |   |   |
| A        | Ą | B | C | D | Ð | E | Ę | F | G | H | I | Į | J | K | L | M | N | O | P | Q | R | S | T | U | Ų | V | W | X | Y | Y̨ | Z | Å | Ą̊ | Ä | Ö |
| Gemener  |   |   |   |   |   |   |   |   |   |   |   |   |   |   |   |   |   |   |   |   |   |   |   |   |   |   |   |   |   |   |   |   |   |   |   |
| a        | ą | b | c | d | ð | e | ę | f | g | h | i | į | j | k | l | m | n | o | p | q | r | s | t | u | ų | v | w | x | y | y̨ | z | å | ą̊ | ä | ö |

Utöver de bokstäver som förekommer i det svenska alfabetet används även bokstäverna ⟨ą⟩, ⟨ę⟩, ⟨į⟩, ⟨ų⟩, ⟨y̨⟩ och ⟨ą̊⟩ för att beteckna de nasala varianterna av respektive vokaler. Därtill används även bokstaven ⟨ð⟩ för ljudet tonande dental frikativa (som i engelska father). Bokstäverna ⟨c⟩, ⟨q⟩, ⟨x⟩, ⟨z⟩ förekommer enbart i namn och främmande ord. Alla tecken, t.ex. ⟨ǫ⟩ och ⟨ş⟩ från Steensland och Åkerberg, stöds av Unicode, men ⟨Ą̊⟩ och ⟨ą̊⟩ får skapas med Ą eller ą och tecknet "Combining Ring Above" (U+030A) som lägger en ring ovanför valfritt tecken.

### Jämförelse mellan ortografierna
Vissa likheter finns mellan alla tre ortografier (Råðdjärums, Åkerbergs och Steenslands). Bland annat använder sig samtliga ortografier av tecknet ⟨ð⟩ för att beteckna en tonande dental frikativa, och av en svans för att beteckna nasalitet. Däremot skiljer sig ortografierna från varandra i hur man ska beteckna ljud som [ʦ̺] och [ʣ̺] samt på andra plan såsom vilket vokalljud som representeras av vilket tecken, med flera. Några skillnader och likheter mellan de tre ortografierna presenteras i tabellen nedan:
| Råðdjärum | Steensland (2010) | Steensland (2021) | Åkerberg | Svenska           |
| --------- | ----------------- | ----------------- | -------- | ----------------- |
| baiða     | baiða             | baiða             | baiða    | ’vänta’ (bida)    |
| djävå     | dşävå             | djävå             | dşävo    | ’ge’ (giva)       |
| laungg    | laungg            | laungg            | langg    | ’lång’            |
| tjyr      | tşyr              | tjyr              | tşyr     | ’ko’              |
| tiokk     | tjokk             | tiokk             | tjokk    | ’tjock’           |
| gą̊s       | gǫs               | gǫs               | gǫs      | ’gås’             |
| guott     | guott             | guott             | guätt    | ’gott’            |
| påyk      | påik              | påyk              | påyk     | ’pojke’           |
| storn     | stor’n            | storn             | stoɍn    | ’käppen’ (stören) |
| slaik     | slaik             | slaik             | slaik    | ’sådan’ (slik)    |
| trä’tt    | trä’tt            | trä’tt            | trätt    | ’trött’           |

## Ljudlära
Älvdalskans ljudlära utmärker sig genom en rad arkaismer, d.v.s. fornspråkligt bevarade drag, och novationer, d.v.s. nyutvecklade drag. Bland annat har älvdalskan bevarat fornnordiskans stavelsekvantitetssystem med korta, långa och överlånga stavelser. Den har också bevarat ljuden [w] och [ð], så att fornnordiskans vindr ’vind’ (med [w]-uttal), och rauðr ’röd’ motsvaras av wind och roð på älvdalska. Älvdalskan har också som ensam nordisk varietet bevarat fornnordiskans nasala vokaler.
Älvdalskan har också genomgått stora ljudförändringar. Bland förändringarna har bland annat äldre långa vokaler diftongerats, och de primära nordiska diftongerna har monoftongerats eller utvecklats till andra diftonger. Vissa konsonantkluster med /r/ har också assimilerats och /l/ har fallit bort framför flera konsonanter, så att svenskans ’björn’ och ’kalv’ motsvaras av älvdalskans byönn och kåv. Älvdalskan har också genomgått [h]-bortfall, i likhet med t.ex. roslagsmålet i Uppland, så att svenska ’hus’ och ’himmel’ motsvaras av aus respektive imil.
Följande tabell visar några av älvdalskans vokalförändringar sedan fornnordiska och motsvarande ord på svenska:
| Förändring | Fornnordiska | Älvdalska | Svenska |
| ---------- | ------------ | --------- | ------- |
| ū → au     | mús          | maus      | mus     |
| ī → ai     | ís           | ais       | is      |
| ō → uo     | bók          | buok      | bok     |
| ȳ → åy     | knýta        | knåyta    | knyta   |
| ø̄ → yö     | grǿnn        | gryön     | grön    |
| au → o     | auga         | oga       | öga     |
| ey → ä     | heyra        | ära       | höra    |
| ei → ie    | bein         | bien      | ben     |

### Konsonanter
|             | Bilabiala | Labiodentala | Dentala | Alveolara | Postalveolara | Retroflex | Palatala | Velara | Glottala |
| Nasal       | m         |              |         | n         |               |           |          | ŋ      |          |
| Klusil      | p b       |              |         | t d       |               |           |          | k ɡ    |          |
| Frikativ    |           | f v          | ð       | s         |               |           |          | ɣ      | (h)      |
| Affrikat    |           |              |         |           | ʧ ʤ           |           |          |        |          |
| Approximant | w         |              |         |           |               |           | j        |        |          |
| Tremulant   |           |              |         | r         |               |           |          |        |          |
| Lateral     |           |              |         | l         |               | ɽ         |          |        |          |

Älvdalskans konsonantsystem skiljer i några större avseenden från svenskans. Älvdalskan har bevarat de äldre ljuden, halvvokalen [w] respektive frikativan [ð], som står i komplementär distribution med frikativan [v] och klusilen [d], där [w] förekommer framför vokaler inom samma morfem, t.ex. i warg, och [v] förekommer efter vokaler inom samma morfem, t.ex. i kåv. Ibland kan [v] övergå till ett [b] framför [d], som i Övdaln ’Älvdalen’ och lovdag ’lördag’ som då uttalas Öbbdaln och lobbdag. I äldre tider kunde [v] uttalas som en tonande bilabial frikativa, [β] mellan vokaler och stavelsefinalt. Ljudet [ð] förekommer efter vokaler och inte framför konsonant, i övriga fall används [d] och dessa ljud utgör tillsammans fonemet /d/.
Älvdalskan har även ett frikativt uttal av klusilen /g/, nämligen en tonande velar frikativa, [ɣ], som altererar på samma sätt som [d] och [ð], men detta ljud är på väg ur älvdalskan.
Älvdalskan har två affrikator, som i Råðdjärums ortografi skrivs ⟨tj⟩ och ⟨dj⟩, men i Steenslands och Åkerbergs ortografier skrivs ⟨tş⟩ och ⟨dş⟩. Av Steensland betecknas dessa som [tsʲ] och [dzʲ] medan Yair Sapir betecknar dem som dentala apikala affrikator, [ʦ̺] och [ʣ̺]. Av Åkerberg beskrivs de som ”tj-ljud med t‑förslag” respektive ”tonande tj-ljud med d-förslag”. Dessa har uppkommit genom palatalisering av äldre /k/ och /g/ och har till skillnad från svenskan inte uppkommit ur sekvenserna /tj/ och /dj/, vilka har bevarats i språket i ord som tiokk ’tjock’ och diuop ’djup’.
Steensland uppger att kvaliteten hos /s/ skiljer sig från svenskan och artikuleras längre bak och mera apikalt än dess svenska motsvarighet, och uttalet av /r/ är vibrantiskt och apikoalveolart. Älvdalskans lateral /l/ altererar komplementärt mellan tjockt kakuminalt [ɽ] och tunt [l], där det tjocka ljudet används då ljudet är kort och det tunna då ljudet är långt. Detta bruk är dock numera vacklande, och tjockt /l/ ersätts ofta av tunt. Älvdalskans tjocka /l/ kan till skillnad från andra dialekter även förekomma i början av ord, vilket är mycket ovanligt bland dialekter i Sverige. Enligt Gunnar Nyström altererade tjockt /l/ med tunt inom paradigm i vissa bymål väster om älven, där maskulina ord på finalt -l hade tunt, men feminina och neutrala ord hade tjockt. I adjektiv hade maskulinen tunt, men femininen tjockt. Detta har sitt ursprung i en fornspråklig längdskillnad. Denna distinktion kan alltjämt påträffas hos vissa äldre talare i Västermyckeläng och Evertsberg.

#### Historisk utveckling
Konsonantsystemet har också genomgått en rad skiften. Som nämnt ovan har [h] fallit bort, [r] assimilerats i kluster med /l n s/ så att svenska ’karl’, ’stjärna’ och ’björn’ motsvaras av kall, stienna och byönn, samt att [l] försvunnit framför konsonanterna [g k m p s v], jämför t.ex. svenska ’talg’, ’folk’, ’holme’, ’hjälp’, ’hals’ och ’älv’ med älvdalska tåg, fuok, uome, jåp, ås och öve. Dessa ljudbortfall återfinns redan i Dalalagen.
Konsonantkombinationen /wr/ i början av ord har genomgått metates, så att t.ex. svenskans ’vrida’ och ’vrång’ motsvaras av älvdalska rwaiða och rwaungg. Konsonanterna /g/ och /k/ har genomgått palatalisering (förmjukning) likt i svenskan framför höga främre vokaler, så att fornnordiska gefa ’ge’ och kýr ’ko’ motsvaras av älvdalskans djävå och tjyr. Till skillnad från standardsvenskan har detta även skett inuti ord, så kallad norrländsk förmjukning, vilket gör att palatalisering kan uppträda i böjningar av ord, så att svenska ’ägg, ägget’ och ’dricka, drack, druckit’ i älvdalskan motsvaras av egg, eddjeð och drikka, drokk, druttjeð. Till skillnad från svenskan har detta inte skett framför /e/, så att [k] och [g] kvarstår i ord som kenna och gelda.
Älvdalskan har också bevarat de äldre klusterna ld, nd, mb, rg, gd och ng (med hörbart [g]), som i kweld ’kväll’ och lamb ’lamm’ (av fornnordiska kveld och lamb). Dock har den första konsonanten i dessa kluster blivit förlängd, så att t.ex. kweld uttalas med ett långt [l]. Konsonantkombinationen ⟨sl⟩ har utvecklats till ett tonlöst /l/-ljud, och realiseras som [l̥], oftast följd av ett tonande [l], som i ord som slaik ’sådan’ och kessler 'kittlar, grytor’.

#### Sandhi och elision
Konsonanterna [r ð] beskrivs av Åkerberg som ”flyktiga”, vilket innebär att de i ordslut elideras, d.v.s. inte uttalas före en efterföljande konsonant, såväl som i fulla satser som i sammansättningar. Om de i stället följs av en vokal eller avslutar ett yttrande uttalas de, t.ex. an i’ frek (< an ir frek) ’han är snäll’ och e’ sir aut bra (< eð sir aut bra) ’det ser bra ut’. Samma förhållande råder för /g/, men endast i orden ig, mig, dig, sig, nog och og, samt i ändelser som -ig, -lig och -ug.
Vissa enstaviga pronomen och adverb på /d/, såsom du och dig samt dą̊ och dar, som går tillbaka på ett äldre fornnordiskt ⟨þ⟩ (þú, þig, þá, þar) uttalas frikativt som [ð] när föregående ord slutar på vokal. I kombination med elisionsreglerna ovan gör det att en mening som ig war dar dą̊ ’jag var där då’, uttalas i’ wa’ ða’ ðą̊.

### Vokaler
|              | Främre | Halvfrämre | Central | Bakre |
| Sluten       | i      |            | ʉ       |       |
| Halvsluten   |        | ʏ          |         |       |
| Mellansluten | e      |            |         | o     |
| Mellanöppen  | œ      |            |         | ɔ     |
| Halvöppen    | æ      |            |         |       |
| Öppen        |        |            |         | ɑ     |

Älvdalskan har nio orala vokalfonem (monoftonger), som kan förekomma både korta och långa, liksom i svenskan; dessa är ⟨a o u å e i y ä ö⟩. Därtill tillkommer sex diftonger och en triftong; dessa är ⟨ie yö uo ai åy au⟩ samt ⟨iuo⟩. De stigande diftongerna ⟨ie yö uo⟩ samt triftongen ⟨iuo⟩ kan förekomma både långa och korta, medan de tre fallande diftongerna ⟨ai åy au⟩ i regel alltid är långa, eftersom de utvecklats ur långa vokaler. Utöver dessa orala vokaler finns även fem nasala vokaler (monoftonger), fyra nasala diftonger och en nasal triftong; dessa är ⟨ą ǫ~ą̊, ųˌ ę į⟩, samt ⟨įe y̨ö ųo ąi⟩ och ⟨įuo⟩ (se vidare Vokalnasalitet nedan).
I skriften uttalas vokal framför dubbeltecknad konsonant eller framför konsonantgrupp generellt kort (som i kall, buosta), och vokal som står framför enkel konsonant i långstaviga ord uttalas generellt långt (som i kal, buota). I kortstaviga ord uttalas vokalen däremot kort, jämför ripa ’repa’ (lång vokal) och ripå ’rapa’ (kort vokal). Många ord som har lång vokal självständigt, har kort vokal som förled i sammansättningar, t.ex. glasrut ’glasruta’ eller snįuopluog ’snöplog’.
Den exakta realiseringen av vokalerna skiljer sig ofta mellan byarna (se avsnittet Variation ovan).

#### Vokalnasalitet
Älvdalskan har nasala vokaler, vilket innebär att jämte de vanliga orala vokalerna, förekommer även vokaler som uttalas med mjuka gommen (velum) sänkt, så att luft går igenom både näsan och munnen, såsom i franskans bon /bõ/ ’god, bra’ som kontrasterar med beau /bo/ ’vacker’. Den älvdalska nasaliteten uppträder företrädesvis på två sätt i älvdalskan: (1) hos vokaler som följs eller föregås av en nasal konsonant (2) hos vokaler som hade en efterföljande nasal konsonant i ett tidigare språkskede (t.ex. fornnordiska eller urgermanska). Utöver dessa finns ett antal ord där etymologin inte kan härledas till någon av ovanstående, d.v.s. (3) hos vokaler där nasaliteten är mera etymologiskt dunkel. Vissa byar i Älvdalens socken saknar vokalnasalitet, bland annat de sydligaste byarna Garberg och Blyberg. I såväl Råðdjärums som Åkerbergs ortografi markeras vokalnasaliteten med en svans på vokalen: ⟨ą ǫ ų ą̊ ę į y̨⟩. Grafemet ⟨ą̊⟩, ett nasalerat å-ljud, förekommer endast i älvdalskan. Grafemet ⟨y̨⟩ (nasalerat ⟨y⟩) förekommer endast i diftongen y̨ö.
Älvdalskan har nio orala vokaler men endast fem nasala vokaler. Detta beror på bl.a. ett vokalsammanfall av de nasala vokalernas motsvarighet till e och ä samt av o och å, vilket är ett vanligt fenomen bland nasala vokaler i språk. I älvdalskans fall skiljer det sig mellan bymålen vilken vokal som sammanfallet har resulterat i. På östsidan älven utom Åsen har sammanfallet mellan de nasala motsvarigheterna till o och å resulterat i ett nasalt o-ljud, ǫ, medan på västsidan älven (utom Evertsberg i ett äldre skede), Finnmarken och Åsen i stället har ett nasalerat å-ljud, ą̊. I de byar där nasaliteten saknas uttalas vokalen som ett onasalerat o. Detsamma gäller för de nasala motsvarigheterna till vokalerna e och ä, där sammanfallet i de allra flesta byar har resulterat i ett nasalerat e-ljud, ę, men byarna på västsidan älven (utom Väsa) samt Finnmarken har ett nasalerat ä-ljud, ą̈. I Råðdjärums ortografi används ą̊ och ę, medan Åkerberg och Steensland använder ǫ och ę. Dessa vokalsammanfall beskrivs ingående av Nyström.
De nasala motsvarigheterna till monoftongerna ⟨y⟩ och ⟨ö⟩ uppträder endast allofoniskt.

##### Nasalitetens ursprung
Älvdalskans nedärvda nasala vokaler är av två typer, dels primära nasala vokaler och sekundära nasala vokaler. De primära nasala vokalerna var nasala redan på fornnordiska och uppkom i kontakt med en nasal konsonant på urgermanska eller urnordiska, som föll bort i övergången till fornnordiska. Exempel på dessa är gą̊s (< fn. gás < urger. *gans, jf. ty. Gans) och lą̊s (< fn. láss < urger. *lamsaz, jf. is. löm ’gångjärn’) De sekundära nasala vokalerna har i älvdalskan fallit bort i ett senare skede av språket där svenskan har bevarat den nasala konsonanten, men den har gått förlorad i älvdalskan. Exempel på dessa är wįster ’vänster’, ųosdag ’onsdag’, įesum ’ensam’. Vissa ord har med tiden förlorat sin nasalitet, t.ex. i ’i’ (< urger. *in) och uoss ’oss’ (< urger. *uns), vilket Noreen menar förklaras av att de varit obetonade och genomgått vokalförkortning. Precis som på fornnordiska förekommer minimala par mellan ord med oral respektive nasal vokal, t.ex. ą̊s ’ås’ och ås ’hals’.
Vokalnasalitet har även funnits i andra dialekter i Norden, bl.a. i synnerhet i närliggande dialekter i Orsa och Venjan. I Skattungbyn i Orsa har både primär och sekundär nasalitet förekommit, medan övriga orsamål endast haft nasalt /a/ som på grund av sin nasalitet ofta fick klangen av ett å-ljud. Redan 1918 uppger Boëthius att vokalnasaliteten hos /a/ hade ersatts med ett oralt å-ljud hos yngre talare utom i Skattungbyn. I Orsamålsordboken från 2011 nämns ingenting om nasala vokaler, däremot finns övergången från a till å framför nasal konsonant kvar, vilket markeras i skriften i ordboken. Även venjansmålet hade på Noreens tid nasala vokaler, men dessa var enligt Noreen begränsade till långa vokaler framför nasal konsonant. Även i Norge i Selbu fanns åtminstone tidigare vokalnasalitet av sekundär typ i tre vokaler, men är i dag på utdöende.
Noreen och Steensland nämner att vokalnasalitet framför /s/ är vanligt på älvdalska. Detta kan bero på att älvdalskan ljudlagsenligt förlorat nasal konsonant före just /s/, som i wįster ’vänster’ och ųosdag ’onsdag’. Jämför även detta med t.ex. gą̊s och lą̊s, en process som överlag är mycket vanlig i språk.
Vokaler på älvdalska som följs av nasal konsonant nasaleras automatiskt (med vissa undantag). Både korta och långa vokaler kan vara nasala. I de flesta älvdalska ortografier som markerar nasalitet markeras oftast inte nasalitet framför en nasal konsonant eftersom den då är förutsägbar, såsom i gåmål ’gammal’ eller wind ’vind’.  Däremot brukar nasalitet efter en nasal konsonant markeras eftersom den är mera sporadisk och oförutsägbar, såsom i mįer ’mer’, mą̊l ’mål’, mangnįet ’magnet’ eller femą̊ga ’förmåga’. En vokal före en nasal konsonant nasaleras generellt inte:
1. vid synkront bortfall av konsonant, t.ex. bu’n (< buð) ’boden’ och we’n (< weg) ’vägen’. Vid äldre (medeltida) bortfall (t.ex. assimilering) har vokalen nasalerats: kwęnn ’kvarn’ (< fn. kvern), ą̊m (< fn. hálmr) ’halm’,
2. vid ”större” morfemgränser, t.ex. sju-mąnn ’sjöman’, stugu-nytjyl ’stugnyckel’, slå-ningg ’slåning’,
3. om vokalen står i slutet av en obetonad förstavelse: kamįn, tomat, minut, termomįeter, astronomi.[85]

##### Oetymologisk nasalitet
Det finns även ett antal ord med nasal vokal vars nasalitet är oetymologisk. Steensland kallar detta för parasitisk nasalering och föreslår olika förklaringar till denna uppkomst, bl.a. analogi, assimilation och onomatopoetiska ord.
Steensland tar både upp morfologisk analogi, och fonologisk analogi. Morfologisk analogi skulle vara det som Noreen föreslår, att nasaliteten i wįð, wįr ’vi’ beror på analogi med den possessiva formen ųor ’vår’. Lars Levander föreslår också att den dialektala formen įð, įr ’ni’ skulle bero på inverkan från wįð, wįr, en teori som Steensland bedömer trolig. En annan analogibildning är fonologisk morfologi, där nasaliteten beror på påverkan av fonetiskt liknande ord med nasal vokal. Hit härleder Noreen t.ex. tųosdag ’torsdag’ som skulle bero på inverkan från ųosdag ’onsdag’. Steensland avfärdar denna hypotes, men konstaterar att įð och wįð inte bara tillhör samma grammatiska kategori, utan också rimmar på varandra vilket kan orsaka analogibildningen. Steensland tar också upp andra potentiella fall av fonologisk analogibildning. Många av fallen har en sidoform som ej är nasalerad, t.ex. rįesa ’resa’ (jämte riesa) som möjligen skulle kunna ha fått sin nasalering per analogi med rįesa ’rensa’. Noreen nämner också lånord som ką̊l (< latinets caulis) och kęse (< latinets cāseus) som kan blivit nasalerade, och anslutit sig till t.ex. mą̊l och stą̊l, samt många av de andra ord med strukturen /Ṽs/, såsom gręsas ’skratta ilsket’.
Steensland tar också upp att vissa nasaleringar kan bero på nasalassimilation med ett närliggande nasalt ljud. Precis som att den initiala konsonanten i pronomenet ni samt pronomen som me i norskan och my i slaviska språk påverkats av verbändelsen för andra respektive första person plural, kan enligt Steensland nasaliteten i wįð och įð uppkommit på samma sätt, som en form av nasal sandhi. Wįð skulle således kunna ha fått sin nasalering från ändelsen -um, och įð från -in.
Ett flertal onomatopoetiska älvdalska ord verkar också vara nasala, såsom fręsa ’fräsa’, ųosta ’hosta’, pįster ’pipa’, tįeta ’tita’, tiųota ’tjuta’, kwęka ’kväka’, sįster ’syrsa’, węsa ’andas’, pęsa ’flämta’, m.fl.

### Prosodi

#### Stavelsetyper
Till skillnad från svenskan har älvdalskan bevarat fornnordiskans tre stavelsetyper, vilket betyder att det finns kort stavelse, det vill säga kort vokal + kort konsonant (VK); lång stavelse, kort vokal + lång konsonant (VKː); lång vokal + kort konsonant (VːK), eller kort vokal + konsonantkluster. Slutligen finns det även överlång stavelse som är lång vokal + lång konsonant (VːKː). I Råðdjärums och Steenslands ortografi markeras överlång stavelse med en apostrof, ⟨’⟩, före dubbeltecknad konsonant, medan Åkerberg markerar det med ett streck under konsonanten, ⟨tt⟩. Följande stavelsetyper finns således i älvdalskan (efter Sapir):
| Stavelsetyp           | Struktur  | Exempel         |
| --------------------- | --------- | --------------- |
| (1) Kort stavelse     | VK        | ali ’svans’     |
| (2a) Lång stavelse    | VKː       | kall ’man’      |
| (2b) Lång stavelse    | V+kluster | est ’häst’      |
| (2c) Lång stavelse    | VːK       | muna ’mor’      |
| (3) Överlång stavelse | VːKː      | ni’tter ’nedåt’ |

#### Betoning och tonaccent
I älvdalskan är tendensen starkare att första stavelsen i ett ord får huvudbetoning, däremot kan såväl vokaler som konsonanter i bibetonade stavelser fortfarande vara långa, i ord som pagas /ˈpagɑːs/ ’patrask, pack’ (< bagage) och putell /ˈpʉtɛlː/ ’flaska, butelj’. Detta är i synnerhet vanligt efter en kort huvudbetonad stavelse.
Sammansättningsbitrycket skiljer sig också från svenskan. Detta innebär att andra ledet i en sammansättning får bitryck på första stavelsen, vilket är det vanliga i svenskan, endast om denna är lång och inte följs av en lång stavelse, såsom i juolaftun. Annars förskjuts betoningen till nästa stavelse, som i såmårstugu ’sommarstuga’, med bitryck på sista stavelsen eftersom stugu har kort rotstavelse, och grasainklingg ’gräsänkling’, med bitryck på suffixet -lingg, eftersom det har en lång konsonant.
Älvdalskans har akut och grav tonaccent (accent 1 och 2) precis som i svenskan. Däremot finns sammansättningar där första ledet har akut accent men andra ledet tydligt bitryck som i gråbryms ’gråbroms’ och ljåuorv ’lieorv’.
I älvdalskan är det också möjligt för enstaviga ord att ha grav accent (accent 2). Detta sker genom att slutvokalen i ett tvåstavigt ord med grav accent apokoperas, men den enstaviga formen som återstår behåller sin grava accent. Dock kan den grava accentens andra tontopp realiseras på efterföljande ord. T.ex. i frasen an yöpte ’han ropade’ har yöpte grav accent, och i frasen an yöpt it apokoperas slutvokalen, men den grava accenten behålls, och den andra tontoppen realiseras på ordet it i frasen.
I kortstaviga ord realiseras grav accent som en jämviktsaccent, i ord som båkå, som kan ge intryck av en jämn accent över stavelserna, eftersom tonkurvan inte gör någon större rörelse över stavelserna.

#### Vokalbalans
Älvdalska uppvisar vokalbalans, vilket enligt Tomas Riad intill nyligen har varit någorlunda produktiv. Vokalbalans innebär att kvaliteten i slutstavelsen bestäms av kvantiteten i rotstavelsen, d.v.s. att vokalen i slutstavelsen varierar beroende på huruvida rotstavelsen är ”tung” eller ”lätt”. Tunga stavelser är de med lång vokal eller vokal + konsonant. Lätta stavelser är öppna stavelser med kort vokal. Stavelsernas vikt har betydelse för ett antal processer i språket, t.ex. verbböjning och apokope.
I älvdalskans fall innebär detta att vissa slutvokaler altererar beroende på rotvokalens vikt, t.ex. altererar -i med -e, -e med -ä och -a med -å. Av förtydligande skäl representerar kolonet (ː) i tabellen nedan en lång vokal.
| Lätt            | Tung              | Ändelsevokal |
| --------------- | ----------------- | ------------ |
| atji ’hake’     | stabbe ’stubbe’   | i ~ e        |
| bikäð ’beckade’ | swiːveð ’svävade’ | ä ~ e        |
| bikå ’becka’    | swiːva ’sväva’    | å ~ a        |

Enligt Riad beror dessa vokalförändringar på två separata processer, dels vokalreduktion, d.v.s. att ändelsevokalerna till de tunga stavelserna har stått i prosodiskt svaga positioner, vilket har gjort vokalerna mera reducerade och centraliserade. Den andra processen kallar han vokalförstärkning, vilket är att prosodiskt starka stavelser utanför rotstavelsen blir förstärkta, vilket i det här fallet gjort a till å. Detta sker i ord med så kallad jämviktsaccent, vilket är accent 2 såsom den realiseras i ord med lätt rotstavelse.
I de ord med jämviktsaccent förekommer också tilljämning, en sorts vokalharmoni eller vokalassimilation, som innebär att en stavelses kvalitet (i regel rotstavelsen) påverkats av vokalkvaliteten i en intilliggande stavelse, vilket ger ord som spårå (< *sparå) ’spara’, spärär (< *sparär) ’sparar’, nytjyl (< *nykil) ’nyckel’, skuomäkär (< *skuomakär) ’skomakare’, men kasta, kaster ’kastar’, dymbel ’dymmelspik’ och skradder ’skräddare’.

### Apokope
I älvdalskan förekommer olika former av apokope, det vill säga bortfall av slutvokaler. Apokope drabbar endast långstaviga ord som slutar på ⟨a⟩, ⟨e⟩ eller ⟨u⟩, med undantag för vissa kortstaviga infinitiver, och den drabbar aldrig nasala vokaler. Apokope i älvdalska delas av Åkerberg in i två olika kategorier: permanent apokope och tillfällig apokope. Levander och Steensland kallar tillfällig apokope för villkorlig apokope.
Permanent apokope är lexikaliserad och drabbar ett ord i samtliga fall. Detta sker först och främst i sammansättningar, till exempel i skaulkull ’skolflicka’ (av kulla), smą̊kåyt ’småspringa’ (av kåyta), smyörbytt ’smörbytta’. När dessa ord får bestämd artikel behandlas de dock som om de slutade på vokal, t.ex. skaulkullą ’skolflickan’. Permanent apokope drabbar även ord med betoning på första stavelsen som ursprungligen hade tre eller fler stavelser. Detta gäller ord av olika betoningstyper, till exempel suoter ’sotare’ (med lång första stavelse), fundir ’fundera’ och studir ’studera’ (med lång respektive kort första stavelse och sammansättningsbetoning) och även kortstaviga ord som spiläð ’spelade’ eller kuolär ’kolare’. Flerstaviga ord som inte har betoning på första stavelsen följer dock inte reglerna för permanent apokope, t.ex. dividira ’dividera’.
Tillfällig apokope beror på ordets ställning i meningen. Den inträffar när ett flerstavigt långstavigt ord, som slutar på vokalerna ovan, omedelbart följs av ett annat ord. Om ordet följs av paus apokoperas inte ordet. Åkerberg ger som exempel:
- An yöpte. (’Han ropade.’)
- An yöpt að mig. (’Han ropade på mig.’)
- Eð kam įe kulla. (’Det kom en flicka.’)
- Eð kam įe kull daitað uoss. (’Det kom en flicka till oss.’)

Dessa regler gäller även för ord med tre eller fler stavelser som betonas på näst sista stavelsen (penultiman), såsom dividira ovan. När orden apokoperas behåller de sin tonaccent, vilket gör att ett enstavigt ord kan ha både akut och grav accent (accent 2) om det senare ordet är apokoperat. Därför har yöpt och kull i exemplen ovan fortfarande grav accent, och en talare av älvdalska är således medveten om när en vokal har uteslutits.

#### Egennamn
Ovanstående regler för tillfälliga apokope gäller även vanliga äldre förnamn och vissa släktskapsord såsom muna ’mor’ och tytta ’faster’. Förnamnen apokoperas därför i: 
- Eð war Ann og Lass so kamu. (’Det var Anna och Lasse som kom.’)

Detta gäller oftast dock inte mer moderna förnamn som Lisa eller Elvira.
Det är dessutom vanligt att apokopera namnen vid tilltal; apokoperingen blir då en sorts vokativ. Detta sker även med namn som annars inte apokoperas och namnen får då akut accent. Detta kan även ske i slutet av meningen.
- Kom jųot, Lass, og kuogä! (’Kom hit, Lasse, och titta!’)
- Är ą̊ Elvir! (’Hör på, Elvira!’)

Förnamn apokoperas alltid när de föregås av ett gårdsnamn, såsom Felt-Lass och Draguns-Ann; ett undantag är Maja som inte apokoperas: Bjärg-Maja. Namn på platser i Älvdalen med omnejd följer även ofta reglerna för apokopering, till exempel Luok och Mųor för Loka och Mora, medan platser längre bort såsom Skåne sällan apokoperas.

## Grammatik
Älvdalskans satslära (syntax) och i synnerhet formlära (morfologi) har genomgått stora förändringar under 1900-talet. Många språkforskare skiljer därför mellan tre huvudsakliga varieteter av älvdalska. Dels klassisk älvdalska, talad av älvdalingar födda före 1920, vilket är den varietet som beskrivs i Lars Levanders avhandling, en av de mest omfattande beskrivningarna av älvdalskans ordböjning och satslära, dels traditionell älvdalska som talas av älvdalingar födda mellan 1920 och 1950, samt modern älvdalska som talas av älvdalingar födda efter 1950.
Skillnaden i formlära skiljer sig mycket mellan dessa varieteter och de flesta beskrivningar av älvdalskans formlära, såväl Levanders avhandling som Åkerbergs grammatika, behandlar klassisk älvdalska, medan älvdalingar i dag talar traditionell eller modern älvdalska.
Vissa studier av t.ex. Peter Svenonius och Piotr Garbacz behandlar främst traditionell älvdalska och dess skillnader gentemot klassisk älvdalska, medan t.ex. Garbacz & Johannessen i en studie jämför äldre formlära och syntax med modern älvdalska.

### Formlära

#### Substantiv
| Kasus     | Singular | Singular | Plural | Plural |
| Kasus     | Obest.   | Best.    | Obest. | Best.  |
| Nominativ | warg     | wardjin  | warger | wargär |
| Ackusativ | warg     | wardjin  | warga  | wargą  |
| Dativ     | wardje   | wardjem  | wargum | wargum |

Älvdalska skiljer likt fornsvenskan mellan tre genus, maskulinum, femininum och neutrum, och varje substantiv har ett av dessa genus. Till exempel är substantiv som warg ’varg’, kall ’man’ och est ’häst’ maskulina, medan suol ’sol’, buok ’bok’ och bru ’bro’ är feminina och substantiv som aus ’hus’ och buord ’bord’ är neutrala.
I början av 1900-talet hade älvdalskan ett trekasussystem, där man skilde mellan nominativ, ackusativ och dativ. Levander tar i sin avhandling även med genitiv i sina uppställningar, men endast för substantiv i bestämd form, andra forskare hävdar dock att klassisk älvdalska hade ett trekasussystem, och räknar därmed inte med genitiven.
Levander noterar att skillnaden mellan nominativ och ackusativ hos substantiven hade börjat luckras upp i de större samhällena i Älvdalen redan på 1920-talet, och redan var försvunnen i närliggande områden. Han visar också på en förlorad distinktion hos unga i den mindre byn Åsen och ger som exempel en talare född 1909 och dennes bekanta som inte gör någon skillnad, men vars tio äldre syskon upprätthåller skillnaden. Svenonius skriver att en nominativ/ackusativ-distinktion kan i dag i bästa fall anses ålderdomlig, även hos de mest konservativa talarna, och Steenslands ordbok listar dativformer, men inga separata ackusativformer. Vissa kunniga äldre talare känner till ackusativformerna och anser dem ibland vara korrekt i ackusativa sammanhang, men Svenonius skriver att han inte kunnat elicitera en distinktion i spontant tal.
| Kasus     | Singular | Singular | Plural | Plural         |
| Kasus     | Obest.   | Best.    | Obest. | Best.          |
| Nominativ | warg     | wardjin  | warger | warger, wargär |
| Ackusativ | warg     | wardjin  | warger | warger         |
| Dativ     | warg     | wardjem  | wargum | wargum         |

Klassisk älvdalska hade även en distinkt dativform i obestämd form som möjligen har gått förlorad. I klassisk älvdalska markerades denna hos starka maskuliner med ett e-suffix, så att dativformen av kall ’man’ är kalle. Dock kan vokalen utelämnas på grund av älvdalskans apokopering vilket kan ha bidragit till dess försvinnande. Det ska dock nämnas att dativformen får accent 2 (grav accent) som bibehålls även vid apokopering, trots att ordet är enstavigt, och Svenonius noterar att det är möjligt att den inte är helt försvunnen från traditionell älvdalska utan kan finnas bevarad i ton, vilket inte har utforskats.
Den äldre distinktionen mellan warger ’vargar’ och wargär ’vargarna’ har också mestadels gått förlorad förutom hos vissa talare av traditionell älvdalska i vissa byar, som i Brunnsberg.
Skillnaderna mellan klassisk och traditionell älvdalska kan således sammanfattas i tabellerna till höger där skillnaderna i övergången till traditionell älvdalska har markerats med en grå ruta i tabellen.
Garbacz och Johannessen undersökte substantivens formlära i modern älvdalska och fann att endast spillror finns kvar av kasussystemet hos substantiven, och dativen förekommer endast sporadiskt. Helgander undersökte även användandet av kasus mellan tre olika talare från tre olika generationer och fann att talarna födda 1937 och 1984 inte använde dativformer, men däremot fanns dativen kvar hos den äldsta talaren född 1914.

#### Adjektiv
| Singular  | Maskulinum | Femininum | Neutrum |
| Nominativ | stur       | stur      | sturt   |
| Ackusativ | sturan     | stur(a)   | sturt   |
| Dativ     | sturum     | stur      | stur(u) |
| Plural    |            |           |         |
| Nominativ | stur(er)   | stur(er)  | sturų   |
| Ackusativ | stur(a)    | stur(er)  | sturų   |
| Dativ     | sturum     | sturum    | sturum  |

Adjektiv böjs likt substantiv efter genus, numerus och kasus, till exempel ien duktin kall ’en duktig karl’ men įe duktig kelingg ’en duktig kvinna’ och iet duktit aus ’ett duktigt hus’. En fullständig böjning för adjektivet stur ’stor’ i klassisk älvdalska kan ses i tabellen till höger, som beskriven i Åkerbergs grammatik, i stort sett identisk med beskrivningen i Levanders avhandling. Älvdalska adjektiv bildar dock ofta sammansättningar med det substantiv det beskriver, vilket gör att de böjda adjektiven förekommer relativt sällan. Av denna anledning har inte Svenonius gett en uppställning av adjektivens böjning i traditionell älvdalska, eftersom de sällan förekom osammansatta i materialet. I stället förekommer uttryck som finkullur ’fina flickor’ och kroppknaiv ’böjd kniv’. De former som förekom i materialet visade på böjning efter genus och numerus och ibland en dativ plural, men de andra ändelserna var ovanliga, och ändelsen för maskulinum ackusativ användes för andra former än den ursprungliga ackusativen.
Formerna inom parentes i tabellen används när adjektivet står självständigt eller i predikativ ställning, och de andra när adjektivet står attributivt, t.ex. flier stur kaller ’flera stora karlar’ men kallär war sturer ’karlarna var stora’. Ändelsen -ų för neutrum plural ersätts oftast av -er i predikativ ställning men inte i attributiv, och man säger därför bjärrę irå blåer ’bergen är blåa’ men blåų bjärr ’blåa berg’.
I bestämd form bildar adjektiven en sammansättning med efterföljande substantiv, likt många andra nordiska dialekter, men olikt andra nordiska standardspråk: guolbuotję ’den gula boken’, sturkartaundję ’den stora kartongen’. Om adjektiven används substantiverade, d.v.s. självständiga i bestämd form, fogar man substantivändelser till adjektivet, t.ex. roðn ’den röde’, gambeln ’den gamle’, Liuotn ’den onde, djävulen’, Lonn’n ’den ludne, björnen’.
Adjektiven kompareras i komparativ och superlativ med ändelserna -er(a) och -est, t.ex. stark, starkera, starkest ’stark’. Komparativformen kan även apokoperas, men den blir då identisk med den självständiga pluralformen starker. Ett antal adjektiv har en oregelbunden komperation, t.ex. stur, styörrera, styöst ’stor’ eller bra, wildera/bettera, wildest/best ’bra’.
Ett antal adjektiv kan styra dativ, till exempel laik ’lik’, iwari ’varse’ eller uoni ’van’ som i dugum it werd uoni plågum ’vi kan inte bli vana vid plågorna’.

#### Verb
| numerus         | singular         | plural            | plural            | plural          |                 |
| person          | alla             | första            | andra             | tredje          |                 |
| indikativ       | ig, du an, ą̊, eð | (wįð)             | (ið)              | dier            |                 |
| presens         | dalsker bäkär    | dalskum bakum     | dalskið bakið     | dalska båkå     |                 |
| preteritum      | dalskeð bäkäð    | dalskeðum bäkäðum | dalskeðið bäkäðið | dalskeð bäkäð   |                 |
| imperativ       | du               | wįð               | ið                |                 |                 |
| presens         | dalske bäkä      | dalskum bakum     | dalskið bakið     | —               |                 |
| infinitiv       | dalska båkå      | dalska båkå       | dalska båkå       | dalska båkå     | dalska båkå     |
| supinum         | dalskað båkåð    | dalskað båkåð     | dalskað båkåð     | dalskað båkåð   | dalskað båkåð   |
| presensparticip | dalskend bakend  | dalskend bakend   | dalskend bakend   | dalskend bakend | dalskend bakend |
| perfektparticip | dalskað båkåð    | dalskað båkåð     | dalskað båkåð     | dalskað båkåð   | dalskað båkåð   |

Det älvdalska verbsystemet liknar i stort det svenska, men skiljer sig i att verben fortfarande personböjs efter första, andra och tredje person plural. Likt svenska finns det både svaga och starka verb, och de starka verben karakteriseras av en avsaknad av presensändelse (t.ex. skain ’skiner’ eller foll ’faller’). Både starka och svaga verb får lite olika ändelser beroende på stavelsens längd, t.ex. böjs dalska ’tala älvdalska’, ett långstavigt svagt verb, som dalsker i presens och dalskað i supinum, medan båkå ’baka’, ett kortstavigt svagt verb, böjs som bäkär i presens, med en vokalförändring i stammen, och som båkåð i supinum. Liknande skillnader finns i starka verb; kortstaviga starka verb får en supinumändelse på -ið, t.ex. bitið ’bitit’ och långstaviga tar ett -eð, t.ex. bundeð ’bundit’. I första och andra person plural utelämnas pronomenet, och verbets unika ändelse visar vilken person det rör sig om, således betyder dalskum och bakið ’vi talar dalmål’ respektive ’ni bakar’. När pronomenet följer verbet utelämnas pronomenet i andra person, men inte i första person, t.ex. kamum wįð? ’kom vi?’, men kamið? ’kom ni?’.
Konjunktiv brukas inte i älvdalskan, men två konjunktivformer finns bevarade: edde ’hade’ (i konditionalsatser) och wäre ’vore’. Verbet go ’gå’ har en särskild imperativform gokk, jämför äldre svenska ’gack’.
Likt andra germanska språk med kasus kan vissa verb styra antingen ackusativ eller dativ. När ett verb kräver två objekt, ett indirekt och ett direkt objekt, står det indirekta objektet i dativ och det direkta i ackusativ: Ulåv djäv kullun (dativ) byökär (ackusativ) ’Olov ger flickan böckerna’. När ett verb enbart kräver ett objekt står det objektet för det mesta i ackusativ, men det finns några verb som styr dativ, t.ex. jåpa ’hjälpa’. Gunnar Nyström uppskattar antalet till cirka 300.
Presensparticip kan utöver att uttrycka något samtidigt pågående även användas för att uttrycka något som är möjligt, t.ex. jätend ’ätbar’ (möjlig att äta) eller warend ’möjlig att vara’.
Till skillnad från kasussystemet är verbböjningssystemet mer stabilt i älvdalskan. Helgander jämförde språkdrag hos tre informanter från tre generationer, och i hans studie använde sig talarna från mellangenerationen (född 1937) och den yngsta generationen (född 1984) inte av kasus, men däremot av personböjda verb. Garbacz och Johannessen drar också slutsatsen att verbsystemet i älvdalskan är robust, och att modern älvdalska skiljer mellan person och numerus i verben.

#### Prepositioner
I älvdalskan finns prepositioner som likt tyskan och isländskan styr antingen ackusativ eller dativ, och prepositioner som kan styra både ackusativ och dativ beroende på sammanhang. Exempel på prepositioner som styr ackusativ är brieðwið ’bredvid’, gainum ’genom’, ringgum ’kring’, um ’om’, wið ’vid’, m.fl. Exempel på prepositioner som styr dativ är að ’åt’, frą̊ ’från’, millą̊ ’mellan’, mųota ’mot’, nest ’hos’, yr ’ur’, åv ’av’, m.fl. Exempel på prepositioner som kan styra båda är etter ’efter’, firi ’före, framför’, för ’för’, i ’i’, min ’med’, ą̊ ’på’, under ’under’, yvyr ’över’.
Prepositionen et styrde förr genitiv och är nu endast halvproduktiv i genitivkonstruktioner som i et skuogs ’till skogs’, et sainggs ’till sängs’, et Brunnsbjärrs ’till Brunnsberg’.
Älvdalskan föredrar ofta sammansatta prepositioner före enkla prepositioner, vilket är en sammansättning mellan ett adverb och en preposition. Dessa sammansättningar bildar totalt runt 200 prepositioner och valet mellan enkel och sammansatt preposition styrs av komplicerade regler. Exempel på dessa sammansatta prepositioner är auti ’ut(e) i’, uppi ’upp(e) i’, daiti ’bort(a) i’, nordi ’nord i’, m.fl.
I konkreta sammanhang vid riktning och befintlighet är det obligatoriskt med en sammansatt preposition och satserna kan inte formuleras utan nyanseringen i prepositionens förled som i mass ligg uppi saindjin ’katten ligger (uppe) i sängen’, där det är ogrammatiskt med endast den enkla prepositionen i. Sammansättningsbenägenheten är olika stark hos olika prepositioner. Några står nästan alltid tillsammans med ett förled, och andra mer sällan, och det skiljer sig också från sammanhang till sammanhang.

#### Räkneord
| ien       | Maskulinum | Femininum | Neutrum        |
| Nominativ | ien        | įe        | iett           |
| Ackusativ | ien        | ien(a)    | iett           |
| Dativ     | ienum      | ienn(er)  | ien            |
| twer      |            |           |                |
| Nominativ | twer       | twär      | tau            |
| Ackusativ | tųo        | twär      | tau            |
| Dativ     | twemm      | twemm     | twemm          |
| trair     |            |           |                |
| Nominativ | trair      | trjär     | tråy           |
| Ackusativ | triųo      | trjär     | tråy           |
| Dativ     | trimm      | trimm     | trimm          |
| fiuorer   |            |           |                |
| Nominativ | fiuor(er)  | fiuor(er) | fiuorę, fiuorų |
| Ackusativ | fiuor(a)   | fiuor(er) | fiuorę, fiuorų |
| Dativ     | fiuorum    | fiuorum   | fiuorum        |

I klassisk älvdalska, liksom isländska och delvis färöiska, fanns det fornnordiska systemet där räkneorden 1–4 böjdes efter kasus och genus. I modern älvdalska finns inte detta system kvar. Vid uppräkning, vid till exempel ett telefonnummer eller klockslag, används oftast twå, tri och fyra i stället för twer, trair och fiuorer, former som också används av många i alla sammanhang och som därmed ersatt det klassiska systemet.
I tabellen till höger där parentesformer existerar, används de längre formerna självständigt, det vill säga fiuor biler kamu (fyra bilar kom), men fiuorer kamu (fyra kom).
Nyström, citerad av Helgander, noterade att äldre, och vissa yngre, vid den tiden gjorde skillnad mellan de tre genusformerna för två, medan de flesta unga generaliserat till maskulinformen för alla tre, och att ackusativformerna och dativformerna verkade bli ”alltmer inskränkt[a]”. Så länge användes twå mest i uttryck som twå tusn och klukką twå (”två tusen” respektive ”klockan två”). Helgander jämför även tre olika talare från tre olika generationer, födda 1914, 1937 och 1984, där den äldsta använder formen twer tillsammans med ett neutralt substantiv, medan den född 1937 övergått till twå och den yngsta övergått från [w] till [v] och använder två som i riksspråket.
Traditionellt användes former som ien-og-tiugu för ”tjugoen”, likt tyska och danska, men i dag används formerna tiuguien eller tjuguien.

### Satslära
Älvdalsk satslära beskrevs redan av Levanders avhandling, men har också beskrivits i ett antal artiklar, och varit föremål för en doktorsavhandling som behandlar ordföljden i traditionell älvdalska jämfört med klassisk älvdalska. Garbacz och Johannessen jämför syntaxen i modern älvdalska med den i traditionell och klassisk älvdalska och finner att vissa äldre syntaktiska drag i klassisk älvdalska har gått förlorade, medan vissa älvdalska syntaktiska innovationer fortfarande finns kvar, såsom referentiella nollsubjekt, subjektsdubblering, negationsdubblering och avsaknaden av objektsskifte (object shift).

#### Ägandekonstruktioner
Possessiva pronomen följer vanligtvis sitt huvudord, till skillnad från svenskan där de oftast föregår dem, som i buotję mąi ’min bok’. Om pronomenet betonas föregår det i stället huvudordet, som i mąi buok ’min bok’ (betonat), likt norska och isländska.
Ägandekonstruktioner kan konstrueras på tre sätt, dels kan ägaren med ett ägandesuffix föregå det ägda, som i Lasses buord ’Lasses bord’, dels kan det uttryckas perifrastiskt med prepositionen að: Buordeð að Lasse, bokstavligen ’bordet åt Lasse’, eller kan ägaren placeras efter huvudordet: buordeð Lasse. Om ägaren är efterställd står den i dativ: peninggpundjin kallem ’mannens penningpung’.

#### Bestämdhet
Bestämd form används ofta i älvdalskan i andra sammanhang än i svenskan, ett fenomen som älvdalskan delar med många andra nordnordiska dialekter. Obestämd form används endast i några fall, t.ex. om ordet föregås av en obestämd artikel, vid yrkes- och släktskapsord, i vissa prepositionsfraser, i vissa fasta uttryck m.fl., men generellt sett används i stället bestämd form: djär upp jäldn! ’gör upp eld!’, ir eð bar abuorrn dar? ’finns det bara abborre där?’, eð ir grannweðreð i dag ’det är fint väder i dag’.

#### Syntaktiska drag gemensamt med andra nordiska språk
Garbacz grupperar den traditionella älvdalskans syntaktiska drag i fyra grupper: (1) drag älvdalskan delar med alla nordiska språk, (2) drag älvdalskan delar med andra fastlandsskandinaviska språk, såsom svenska och norska, (3) drag älvdalskan delar med önordiska språk, d.v.s. isländskan och färöiskan, samt (4) unika drag för traditionell älvdalska.
Den första gruppen innefattar drag som V2-ordföljd, verb–objekt-ordföljd i verbfrasen, possessiva reflexiver (sin, sitt sina), m.fl. Den andra gruppen innefattar drag som obligatoriskt formellt subjekt i väderuttryck, såsom nų far eð raingen ’nu börjar det regna’, där det formella subjektet det kan utelämnas i önordiska språk. Älvdalskan saknar även oblika subjekt som mig drömmer, som är standard på isländska.
Vissa andra drag delar älvdalskan med önordiska språk, men inte med fastlandsskandinaviska språk. Nedan följer två exempel på detta. Ett av dem är  V-till-I-flyttning, d.v.s. att det finita verbet kan föregå adverbet, se exempel (1) nedan. Detta existerade i fastlandsskandinaviska språk under medeltiden, men finns inte i dag, däremot finns det på isländska. I klassisk älvdalska var denna flytt troligen obligatorisk, men är valfri i traditionell älvdalska.
| (1) | Eð                                      | ir | biln  | so  | an  | will | it   | åvå |
|     | Det                                     | är | bilen | som | han | vill | inte | ha  |
|     | Det är bilen som han inte vill ha.[153] |    |       |     |     |      |      |     |
Ett annat drag som älvdalskan delar med de önordiska språken är att den inte tillåter flytt av hela verbfraser till början av en sats, vilket generellt accepteras i svenskan. Exempel (2) nedan är ogrammatiskt på älvdalska, vilket indikeras av en asterisk.
| (2) | *Skuotið                                     | an-dar  | brindan | ar  | an  | fel | it   |
|     | Skjutit                                      | den där | älgen   | har | han | väl | inte |
|     | Skjutit den där älgen har han väl inte?[153] |         |         |     |     |     |      |

#### Syntaktiska innovationer
Som nämnt ovan finns ett antal syntaktiska innovationer i älvdalskan, d.v.s. drag som inte finns i några andra nordiska språk, och vissa av dessa är ovanliga i germanska språk överlag. Fyra exempel på detta är referentiella nollsubjekt, subjektsdubblering, negationsdubblering och avsaknaden av objektsskifte (object shift).
Referentiella nollsubjekt syftar på att älvdalskan, som beskrivet i avsnittet om formläran, utelämnar subjektet i första och andra person plural, så att blott kamum betyder ’vi kom’, och kamið betyder ’ni kom’.
Traditionell älvdalska kan även dubblera subjektet i en sats, vilket generellt inte återfinns i andra önordiska språk, åtminstone inte med samma funktion. I älvdalskans fall kommer alltid det första subjektet i början av satsen, och det andra på vedertagen subjektsposition men föregås alltid av ett adverb som speglar talarens attityd. Data från Levanders avhandling antyder att även trippla subjekt var möjliga i klassisk älvdalska.
| (3) | Du                                                         | ir | sakt      | du | uvendes | duktin | dalska         |
|     | Du                                                         | är | verkligen | du | väldigt | duktig | tala.älvdalska |
|     | Du är verkligen väldigt duktig på att tala älvdalska.[157] |    |           |    |         |        |                |
Älvdalskan har även negationsdubblering, vilket syftar på att negationen inte följs av andra negerade uttryck, utan att dessa blir affirmativa uttryck, såsom i svenskan.
| (4) | Ig                            | ar  | it   | si’tt | inggan |
|     | Jag                           | har | inte | sett  | ingen  |
|     | Jag har inte sett någon.[158] |     |      |       |        |
Till sist saknar även älvdalskan objektsskifte i pronomen, d.v.s. möjligheten för ett pronomen att flytta till positionen före adverbet i satsen. Detta finns i alla andra nordiska standardspråk och även i fornnordiskan, och är därför troligen en innovation som älvdalskan delar med dialekter av finlandssvenska och några danska dialekter. Svenskan tillåter objektsskifte och man kan säga såväl han såg inte mig som han såg mig inte. På älvdalska är däremot endast den första möjlig och satsen an såg mig it är ogrammatisk.

#### Skillnader från klassisk älvdalska
I utvecklingen från klassisk älvdalska har många äldre syntaktiska drag försvunnit, även om många också bevarats. De som har försvunnit är generellt drag som även funnits i äldre stadier av svenskan, och speglar utvecklingen från fornsvenska till nusvenska, medan de drag som är älvdalska innovationer generellt bevarats. Exempel på de syntaktiska drag som fanns i klassisk älvdalska som den beskrivs av Levander men som inte bevarats i traditionell älvdalska är exempelvis objekt–verb-ordföljd och kilkonstruktionen.
Objekt–verb-ordföljd finns belagt i klassisk älvdalska med pronomenobjekt och innebär att objektet föregår verbet i en sats.
| (5) | Add                                            | dier | int  | ånum  | stjuo’ssað | eld   |
|     | Hade                                           | de   | inte | honom | skjutsat   | eller |
|     | Var det inte just honom de hade skjutsat?[162] |      |      |       |            |       |
Kilkonstruktionen innebär för klassisk älvdalska att verbet ofta står sist i korta relativsatser, men detta har inte bevarats i traditionell älvdalska.
| (6) | Dier                             | djär | so | dier | so  | gamblest | irå |
|     | De                               | göra | så | de   | som | gamlast  | äro |
|     | De gör så, de som är äldst.[162] |      |    |      |     |          |     |